# ヘンリー・ホブソン・リチャードソン
ヘンリー・ホブソン・リチャードソン（英: Henry Hobson Richardson、1838年9月29日-1886年4月27日）は、19世紀アメリカ合衆国の著名な建築家であり、数多くの建築物を手掛けた中でもボストン、ピッツバーグ、オールバニおよびシカゴに重要な影響を残した。
ロマネスク様式に魅せられ、ひっそり隠れたところに建築されていたロマネスク建築を市街地の見せる建築に変えた。1880年代、リチャードソンの関わった多くのロマネスク風の建築を、特にリチャードソン・ロマネスク（様式）と呼ぶ。ボストンのトリニティ教会が代表例。

## 伝記
リチャードソンはルイジアナ州セントジェームズ郡プリーストリー・プランテーションで生まれ、子供時代の一部はニューオーリンズで過ごし、その家族は建築家アレクサンダー・T・ウッドが設計したジュリア通りにある赤煉瓦の家に住んでいた。リチャードソンは、一般に酸素を発見したとされる発明家で哲学者のジョゼフ・プリーストリーの曾孫だった。
リチャードソンはハーバード大学に進んだ。当初は土木工学に興味を抱いたが、最終的には建築学に変わり、1860年にはパリに行って有名な美術学校（エコール・デ・ボザール）に入学した。
リチャードソンは、南北戦争のために家からの支援が無くなったので、パリでの教育訓練を終えられなかった。それでもこの学校で学んだことでは2人目のアメリカ人だった（リチャード・モーリス・ハントが1人目）。その後の数十年間でこの学校はアメリカ人を訓練する役割の重要性が上がっていった。
リチャードソンは1865年にアメリカに戻った。しかし、リチャードソンが好んだ様式はパリの学校のより古典的な様式ではなくて、ウィリアム・モリス、ジョン・ラスキン等に影響を受けたより中世風の様式だった。リチャードソンは特に南フランスのロマネスク様式を採用して特徴ある作風を発展させた。
1869年、ニューヨーク州バッファローの州立精神病院を設計したが、これはそれまででは最大の注文であり、初めてその名前を冠したリチャードソン・ロマネスク様式が実現した。それは大量のメディナ砂岩を使った建築であり、現在は国定歴史史跡に登録され、大規模な改修が行われている。
1872年に完成したボストンのトリニティ教会はリチャードソンの国内の評判を確立し、その後の人生でも注文が続くようになった。これは建設施工会社であるノークロス兄弟との共同事業でもあり、彼等とはその後も30程の工事を協働して行うことになった。リチャードソンが当時認められていた証拠として、1885年に最良の建物としてアメリカの建築家達に認められていた建造物10傑のうちゆうに半分はリチャードソンの設計になるものであり、トリニティ教会、オールバニ市役所、ハーバード大学のセバーホール、オールバニのニューヨーク州会議事堂（共同事業）およびノースイーストンのタウンホールが挙げられていた。
リチャードソンは1886年に腎疾患であるブライト病で47歳で死んだ。マサチューセッツ州ブルックリンのウォルナットヒルズ墓地に埋葬された。
マサチューセッツ州ブルックリンのH・H・リチャードソン・ハウスはリチャードソンの設計ではないが、その建築物を語るときは言及されるべきである。リチャードソンは健康を悪化させたために晩年の多くをこの家で過ごし、旅行を制限するためにスタジオを設けた。この家は現在荒廃しており、2007年に危険性の高い歴史史跡に登録された。しかしこの家は、2008年1月に歴史を留めて修復されることを要求する譲渡証書と共におよそ200万ドルで買い取られた。この家は丘の上にあり、おそらくボストンのバックベイに建つトリニティ教会の建設を、その2階の窓から見ることができたと思われる。

## 主要作品

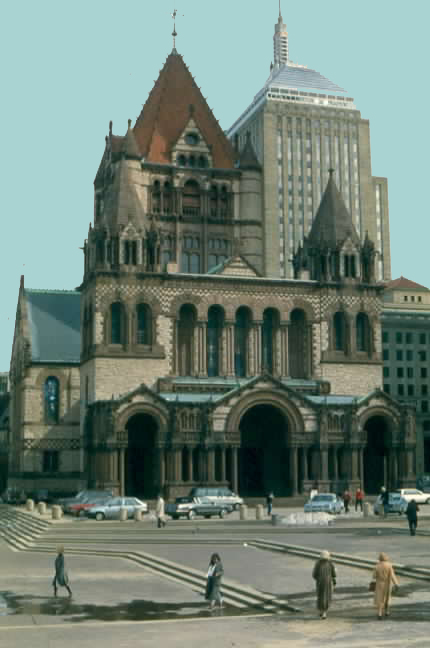
ボストンのトリニティ教会、1872年建設、リチャードソンが最も称賛される作品

リチャードソンが最も称賛される作品はボストンのコプリー広場にあるトリニティ教会であり、新しく開発されたバックベイの中心になる建物として建設されたアメリカ的都市複合施設の一つである。後にその通り向かいに建てられたボストン公共図書館はリチャードソンの元の製図工だったチャールズ・フォレン・マッキムが設計した。教会の内装はアメリカにおける芸術と工芸の美意識を導く例の一つになっている。オーガスタス・セイント・ゴーデンスと初めて一緒に仕事をしたのもトリニティ教会であり、その後何度も協働することになった。
ニューイングランドの町の改良のために篤志家が寄付した一連の小さな公共図書館は、リチャードソンの様式を定義する小さな説明資料になっている。それらはマサチューセッツ州のウォバーン、ノースイーストン、モールデン、クインシーのトマス・クレーン公共図書館およびバーモント大学キャンパスのビリングス記念図書館だった。これらの建物は、そこで読書するよりも典礼のために薄暗く火を灯した米国聖公会牧師館の雰囲気と共に、断固として反モダンに思われる。それらは当時ニューイングランドへの新参者の洪水を特に取り込まない文化の保存である。さらに容易かつ自然に回遊でき見た目で記憶されるはっきりと定義された空間を提供している、リチャードソンの図書館群はリチャードソン・ロマネスク運動の中で多くの模倣を生んだ。
リチャードソンはまた、ボストン・アンド・オールバニ鉄道の9駅と他の鉄道線の3駅の設計もした。これらの建物はその教会、市の建物および図書館よりもよりリチャードソンの香りが少ないが、それでも間違いなく彼の設計である。
リチャードソンの死後、ボストン・アンド・オールバニ鉄道の20以上の駅が、シェプリー・ルタン・アンド・クーリッジの会社によってリチャードソン様式で設計されたが、その会社の建築家はリチャードソンが死んだときに皆製図工だった。ボストン・アンド・オールバニ鉄道の駅の多くは、リチャードソンと度々協働したフレデリック・ロー・オルムステッドによって景観が調えられた。さらに1911年に建設されたニューヨーク州オーチャードパーク（バッファロー近く）の鉄道駅は、リチャードソンが設計したマサチューセッツ州オーバーンデール駅のレプリカになった。当初のオーバーンデール鉄道駅はマサチューセッツ・ターンパイク建設時に壊された。ボストン・アンド・オールバニ鉄道線のリチャードソンが設計した駅は荒廃するか新しい用途（レストランなど）に転用された。シェプリー・ルタン・アンド・クーリッジが設計した2駅（どちらもマサチューセッツ州ニュートン）は現在もボストンのMBTA公共交通サービス（グリーンライン）によって使われている。

## その他の作品

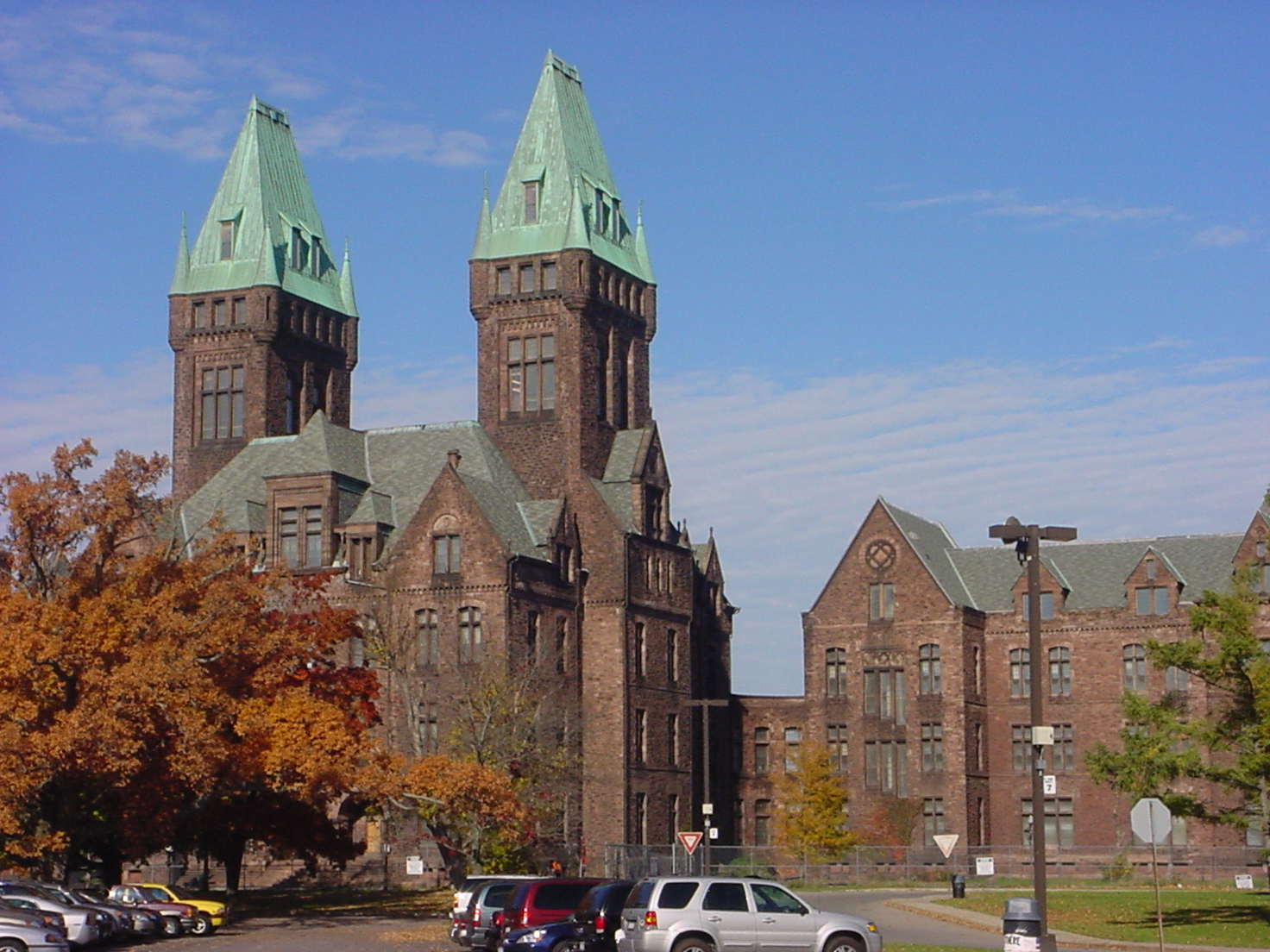
ニューヨーク州立精神病院、1869年建設、バッファロー

- ハーバード大学のセバーホール、1880年建設、煉瓦造り、壁に埋め込まれたターレットのある異形煉瓦の並び、大きな寄棟屋根の下の細長い窓が特徴。同大学のオースティンホールもより伝統的なリチャードソンの作風に従っている
- アレゲニー郡裁判所、ペンシルベニア州ピッツバーグ、1883年-1888年建設、狭い通りを隔てる監獄と橋で繋がれている、巨石積みで高い塔がある
- マーシャルフィールド卸売倉庫、イリノイ州シカゴ、1887年建設（1930年解体）、田舎風石造りで段階的変化あり、3つの階に伸びる大きな窓、見た目は歴史ある風情ではない
- ニューヨーク州立精神病院（右図）、ニューヨーク州バッファロー、1869年建設、リチャードソンが設計した中で最大の建築物、その特徴的様式を示した最初のもの、この施設はフレデリック・ロー・オルムステッドと協働した多くの建築の中でも最初のもの
- エマニュエル・聖公会教会、ペンシルベニア州ピッツバーグ
- ニューヨーク州会議事堂、総監督と部分の設計

## リチャードソン・ロマネスク
リチャードソンはその名前を冠する様式をもつという栄誉で記憶される数少ない建築家の一人である。「リチャードソン・ロマネスク」はネオゴシックのようなビクトリア復古調とは異なり、中世賛美者に好まれる重厚感があり、はっきりとした判断しやすい平面配置のためにボザール好みを高度に自ら合成したものである。
リチャードソンの様式で重要なことは、その絵のような重量感と屋根の外形であり、田舎風と多彩装飾に熟達していたことと共に、一群のずんぐりした柱で支えられた半円のアーチや重量感ある壁の一群の窓の上にある丸いアーチが特徴である。
リチャードソンの死後、その様式は様々な弟子や他の建築家によって継続され、市役所、郡の建物、裁判所、鉄道駅および図書館のような公的建築物、さらには教会や住居に採用された。

### 影響
- シェプリー・ルタン・アンド・クーリッジは、リチャードソンのもとで働いていたメンバーが設立した後継会社で、リチャードソンの死後20以上あった未完の工事を完成し、同じ様式での作品を作り続け、リチャードソンの協力者ノークロス兄弟を建設施工者に、フレデリック・ロー・オルムステッドをランドスケープデザイナーに、またイギリスの彫刻家ジョン・エバンスを石の彫刻担当者に使い続けた。
- リチャードソンの事務所で若者として働いていたスタンフォード・ホワイトとチャールズ・フォレン・マッキムがマッキム・ミード・アンド・ホワイト会社を作り、リチャードソン・ロマネスクとは異なるボザール建築様式に移行した。
- リチャードソンの大きな称賛者ルイス・サリヴァンは、特にシカゴの公会堂ビルでリチャードソンの特徴的教えである石壁の質感、重量感および表現力を適用し、これらの影響はサリヴァンの教え子であるフランク・ロイド・ライトの作品にも見ることができる。
- リチャードソンは特にエリエル・サーリネンのようなスカンディナヴィアの次世代建築家に共感的に受け入れられた。

## レプリカ
現在も多くのロマネスク様式の建物が存在するが、リチャードソンの設計としばしば間違われるほどその基本を借りているものがあり、幾つかは単一のリチャードソン建築を具体的に模倣して建てられてきた。
- ウェルズリーファームズ鉄道駅、この建物はリチャードソンの死から間もなくシェプリー・ルタン・アンド・クーリッジによって建設された。この会社はリチャードソンの様式で多くの駅を建設したが、リチャードソンが設計したマサチューセッツ州ニュートンにあるエリオット駅に大変似ていたので明確に不利になった[7]。エリオット駅は1950年代に解体された。
- ニューヨーク州オーチャードパーク（バッファロー近く）の鉄道駅は、リチャードソンが設計したマサチューセッツ州オーバーンデール鉄道駅のレプリカとして1911年に建設された。リチャードソンがボストン・アンド・オールバニ鉄道のために初めて設計し、ヘンリー・ラッセル・ヒッチコックが「これまで建設した中でも最良のもの」と表現した当初のオーバーンデール鉄道駅は、1960年代にマサチューセッツ・ターンパイク建設の間に解体された[8]。
- 元ハワード記念図書館と呼ばれたパトリック・F・テイラー図書館は、リチャードソンの死から間もなく建設された。ニューオーリンズの住人は、地元出身であるリチャードソン建築の例を欲しがっていた。シェプリー・ルタン・アンド・クーリッジの設計事務所が数年前に提出され拒否されていたリチャードソンのデザインを使った。このことで、特にニューオーリンズの住人の間で、この図書館は当初のリチャードソンのデザインであるかが議論になった。この図書館は現在、オグデン南部美術館の一部になっている。
- カリフォルニア州サンタアナの古いオレンジ郡庁舎は1906年に完工し、ハーバード大学にあるリチャードソンのセバーホールとそっくりであり、強い影響を受けたと見られている。
- ロードアイランド州ニューポートの灯台、キャッスルヒル・ライトはリチャードソンの設計とされることが多い。リチャードソンはその場所で灯台のスケッチを描いており、これがデザインの基本になったかも知れないが、実際の建物にはリチャードソンのスケッチにある住居を含んでいない。

## 現存する建物の年譜

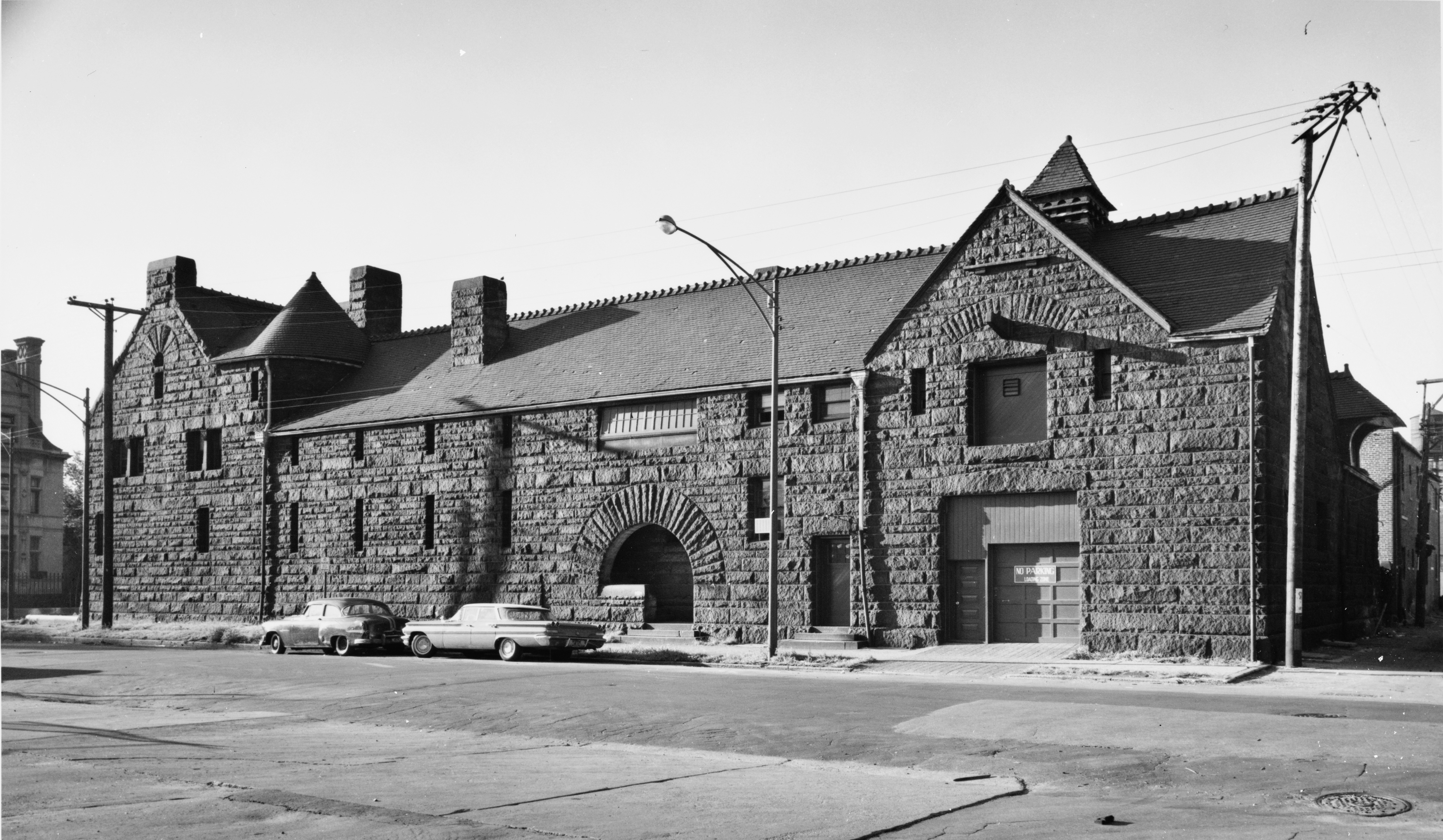
ジョン・J・グレスナー・ハウス、イリノイ州シカゴ、1885年

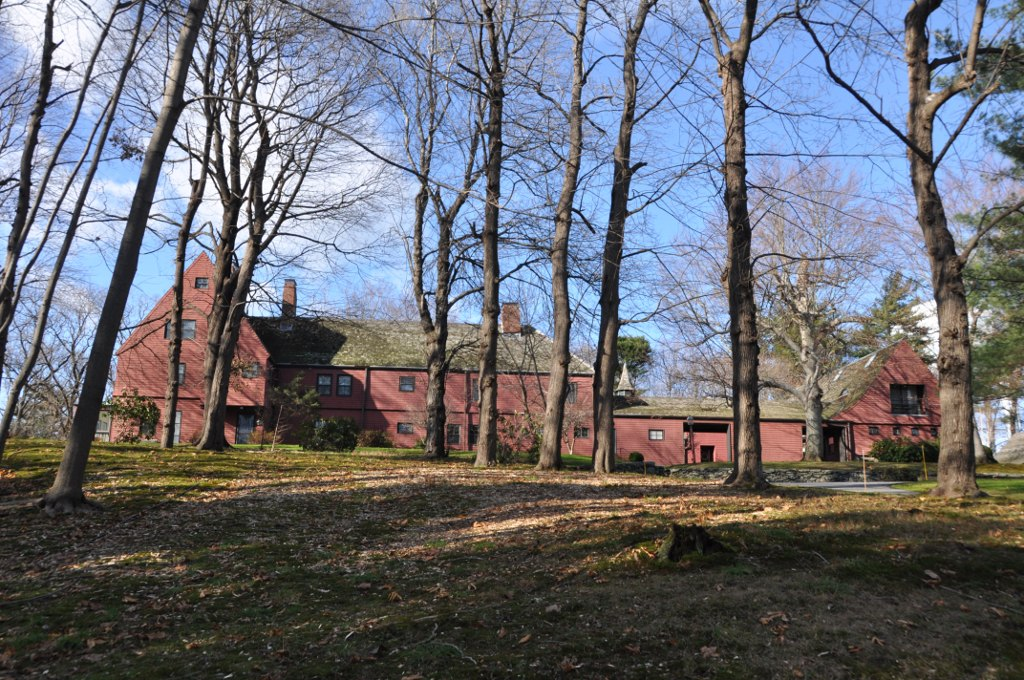
ウィリアム・スタージス・ビゲローの父親ヘンリー・ジェイコブス・ビゲローの家。1887年。アメリカ合衆国国家歴史登録財指定

以下はリチャードソンによる作品のリストである。
- 1867年 グレース聖公会教会 - マサチューセッツ州メドフォード
- 1868年 ベンジャミン・W・クローニンシールド・ハウス - マサチューセッツ州ボストン
- 1868年 H・H・リチャードソン・ハウス - ニューヨーク州スタテンアイランド、クリフトン
- 1868年 アレクサンダー・ダラス・バチェ記念碑 - ワシントンD.C.
- 1868年 ウィリアム・ドーシェイマー・ハウス - ニューヨーク州バッファロー
- 1869年 ブラットル広場教会 - マサチューセッツ州ボストン
- 1869年 ニューヨーク州立精神病院 - ニューヨーク州バッファロー
- 1869年 ユニティ教会 - マサチューセッツ州スプリングフィールド
- 1871年 ハンプデン郡庁舎 - マサチューセッツ州スプリングフィールド
- 1871年 ノース会衆派教会 - マサチューセッツ州スプリングフィールド
- 1872年 トリニティ教会 - マサチューセッツ州ボストン（国定歴史史跡）
- 1874年 ウィリアム・ワッツ・シャーマン・ハウス - ロードアイランド州ニューポート
- 1875年 ヘイデン・ビル - マサチューセッツ州ボストン
- 1875年 R・アンド・ F・チェイニー・ビル - コネチカット州ハートフォード
- 1875年 ニューヨーク州会議事堂 - ニューヨーク州オールバニ
- 1876年 ヘンリー・エリントン・モンゴメリー牧師記念碑 - ニューヨーク州ニューヨーク市
- 1876年 ウィン記念図書館 - マサチューセッツ州ウォバーン
- 1877年 オリバー・エイムズ・フリー図書館 - マサチューセッツ州ノースイーストン
- 1878年 セバーホール - マサチューセッツ州ケンブリッジ
- 1879年 オークス・エイムズ記念タウンホール - マサチューセッツ州ノースイーストン
- 1879年 トリニティ教会牧師館 - マサチューセッツ州ボストン
- 1879年 エイムズ祈念碑 - ワイオミング州シャーマン
- 1880年 F・L・エイムズ・ゲイトロッジ - マサチューセッツ州ノースイーストン
- 1880年 フェンウェイパークの橋 - マサチューセッツ州ボストン
- 1880年 ストーニーブルック・ゲイトハウス - マサチューセッツ州ボストン
- 1880年 トマス・クレーン公共図書館 - マサチューセッツ州クィンシー（国定歴史史跡）
- 1880年 ジョン・ブライアント博士ハウス - マサチューセッツ州コハセット
- 1880年 オールバニ市役所 - ニューヨーク州オールバニ
- 1881年 オースティン・ホール - マサチューセッツ州ケンブリッジ
- 1881年 ボストン・アンド・オールバニ鉄道駅 - マサチューセッツ州パーマー
- 1881年 プリュイン祈念碑 - ニューヨーク州オールバニ
- 1881年 パーシー・ブラウン牧師ハウス - マサチューセッツ州マリオン
- 1881年 オールドコロニー鉄道駅 - マサチューセッツ州ノースイーストン
- 1882年 グランジ・サード・ジュニア・ハウス - ニューヨーク州オールバニ
- 1882年 メアリー・フィスク・ストートン・ハウス - マサチューセッツ州ケンブリッジ
- 1883年 ビリングス記念図書館 - バーモント州バーリントン
- 1883年 エマニュエル聖公会教会 - ペンシルベニア州ピッツバーグ
- 1883年 コネチカット川鉄道駅 - マサチューセッツ州ホルヨーク
- 1883年 アレゲニー郡庁舎 - ペンシルベニア州ピッツバーグ
- 1883年 ロバート・トリート・ペイン・ハウス - マサチューセッツ州ウォルサム
- 1883年 ボストン・アンド・オールバニ鉄道駅 - マサチューセッツ州フラミンガム
- 1884年 ボストン・アンド・オールバニ鉄道駅 - マサチューセッツ州ウェレズリー
- 1884年 ボストン・アンド・オールバニ鉄道駅 - マサチューセッツ州ニュートン
- 1884年 F・L・エイムズ庭師小屋 - マサチューセッツ州ノースイーストン
- 1884年 イマヌエル・バプテスト教会Baptist Church - マサチューセッツ州ニュートン
- 1884年 エフレイム・W・ガーニー・ハウス - マサチューセッツ州ビバリー
- 1885年 コンバース記念ビル・図書館 - マサチューセッツ州モールデン（国定歴史史跡）
- 1885年 ベンジャミン・H・ワーダー・ハウス - ワシントンD.C.
- 1885年 バグリー記念噴水 - ミシガン州デトロイト
- 1885年 ジョン・J・グレスナー・ハウス - イリノイ州シカゴ（国定歴史史跡）
- 1885年 マーシャルフィールド卸売倉庫 - イリノイ州シカゴ
- 1885年 ボストン・アンド・オールバニ鉄道駅 - マサチューセッツ州ウェレズリーヒルズ
- 1885年 ユニオン乗客駅 - コネチカット州ニューロンドン
- 1885年 エマニュエル聖公会教会 - ペンシルベニア州ピッツバーグ
- 1885年 ルシアス・タッカーマン邸宅 - ワシントンD.C.
- 1886年 ボストン・アンド・オールバニ鉄道駅（現在のオールストンスポーツ停車場）- マサチューセッツ州オールストン
- 1886年 ルルラウンドあるいはヒューバート・フォン・ヘルコマー卿の家 - イギリス、ハートフォードシャー、ブッシー
- 1886年 アイザック・H・ライオンバーガー・ハウス - ミズーリ州セントルイス
- 1887年 ヘンリー・ジェイコブス・ビゲロー博士の家 - マサチューセッツ州ニュートン

## 画像

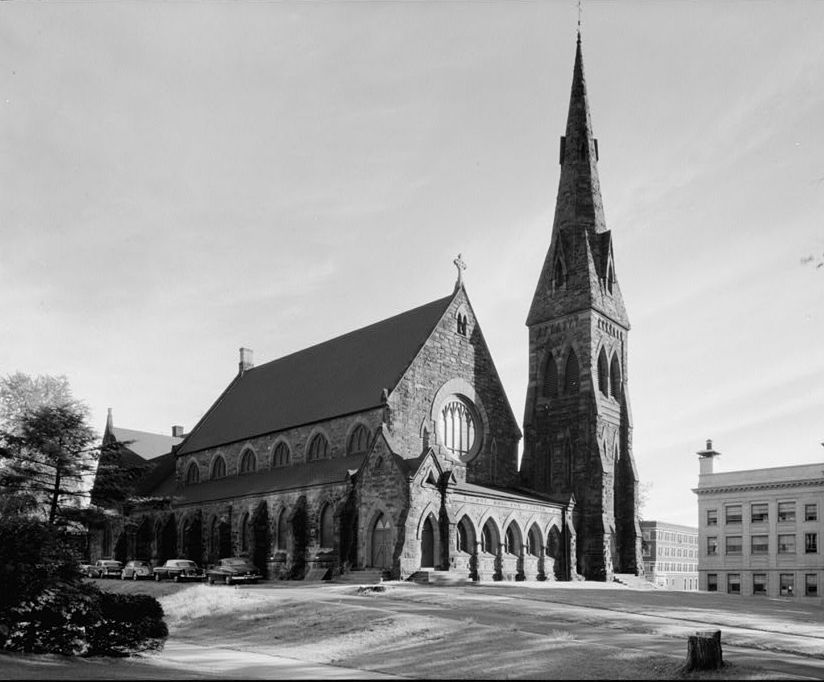
ユニティ教会、マサチューセッツ州スプリングフィールド（1866年-1869年）、リチャードソンが初めて受けた注文
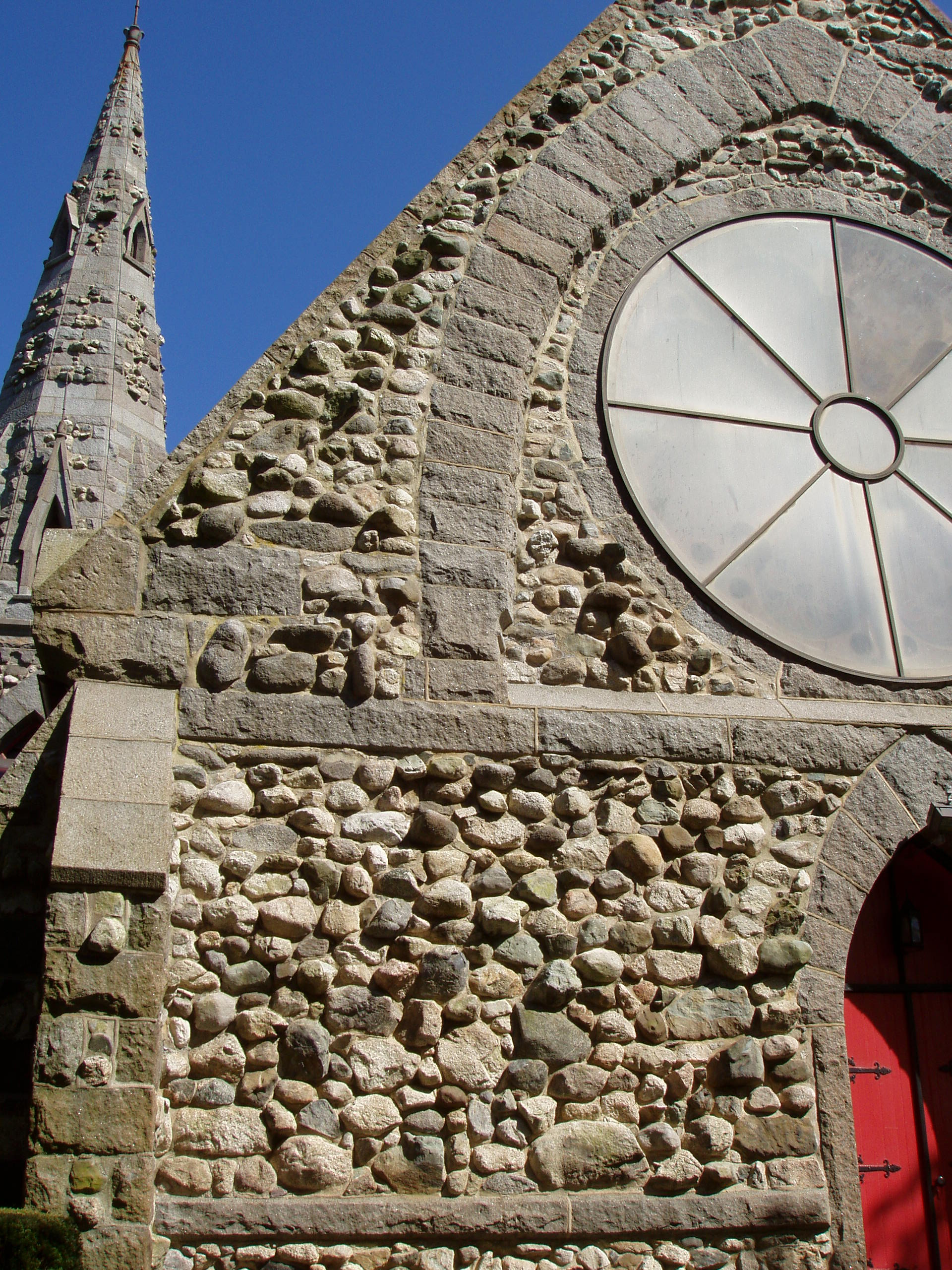
グレース聖公会教会、マサチューセッツ州メドフォード（1867年）
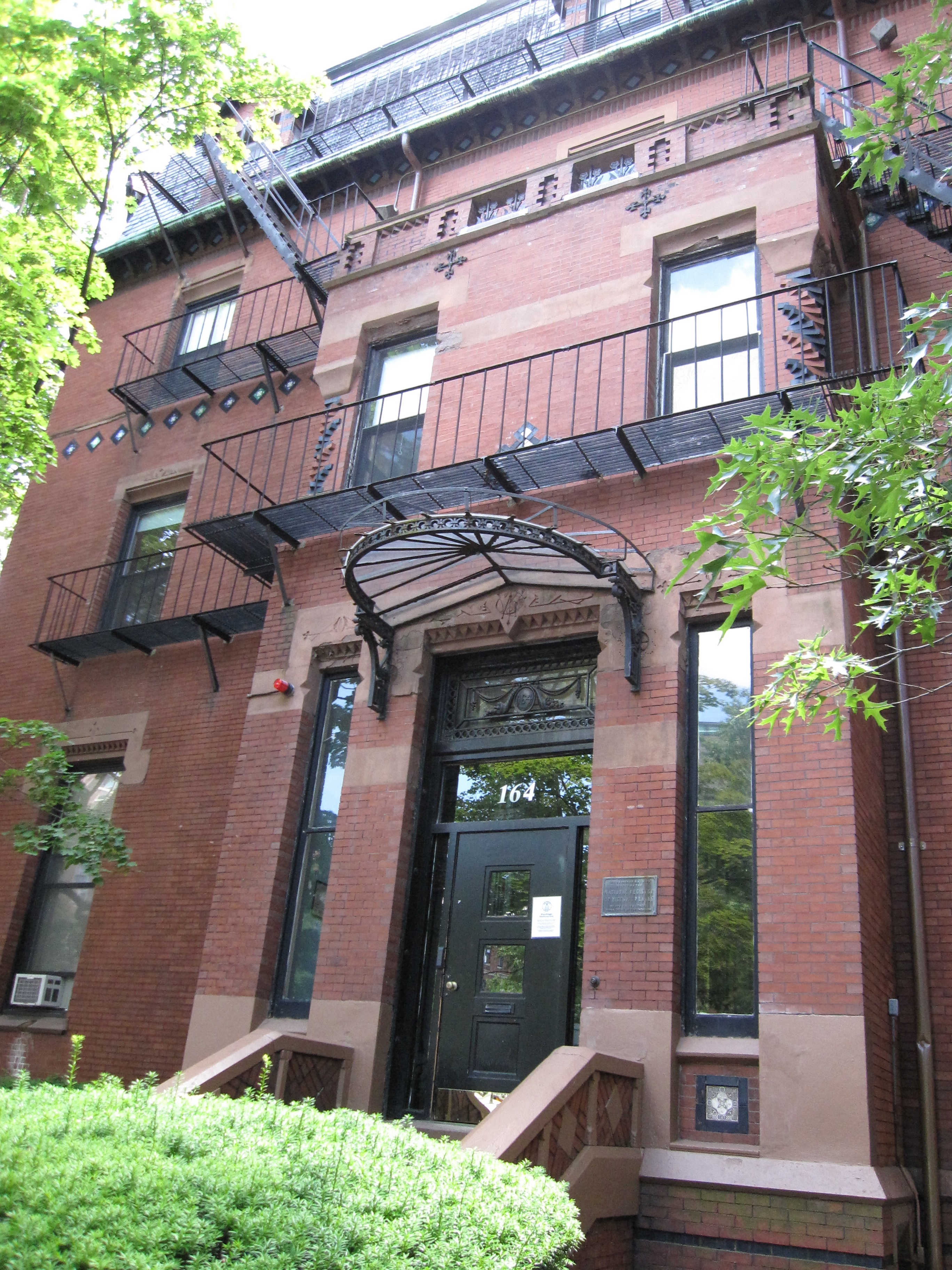
ベンジャミン・W・クローニンシールド・ハウス、マサチューセッツ州ボストン（1868年）
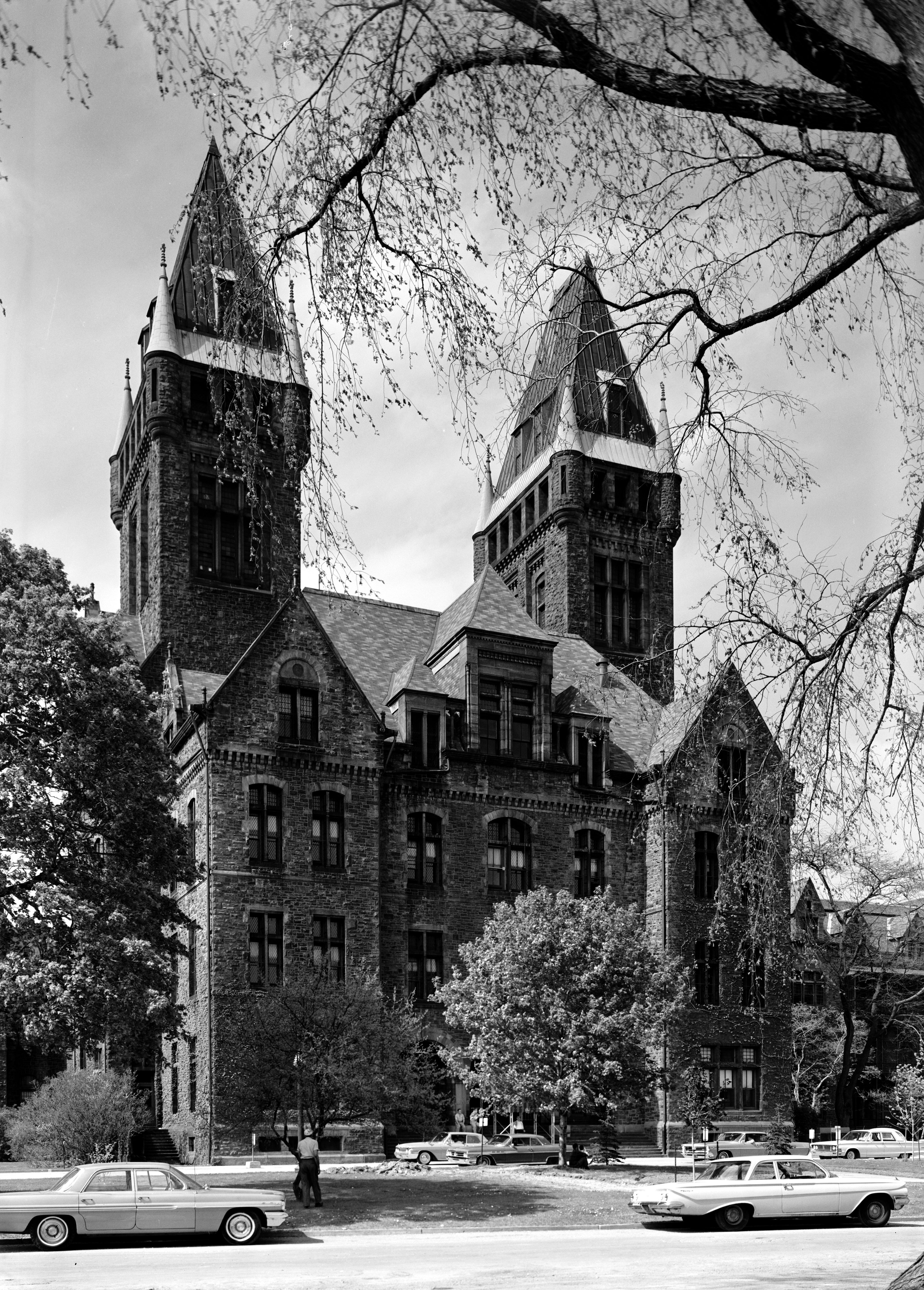
ニューヨーク州立精神病院、ニューヨーク州バッファロー（1869年）、リチャードソン・ロマネスクの最初の建物
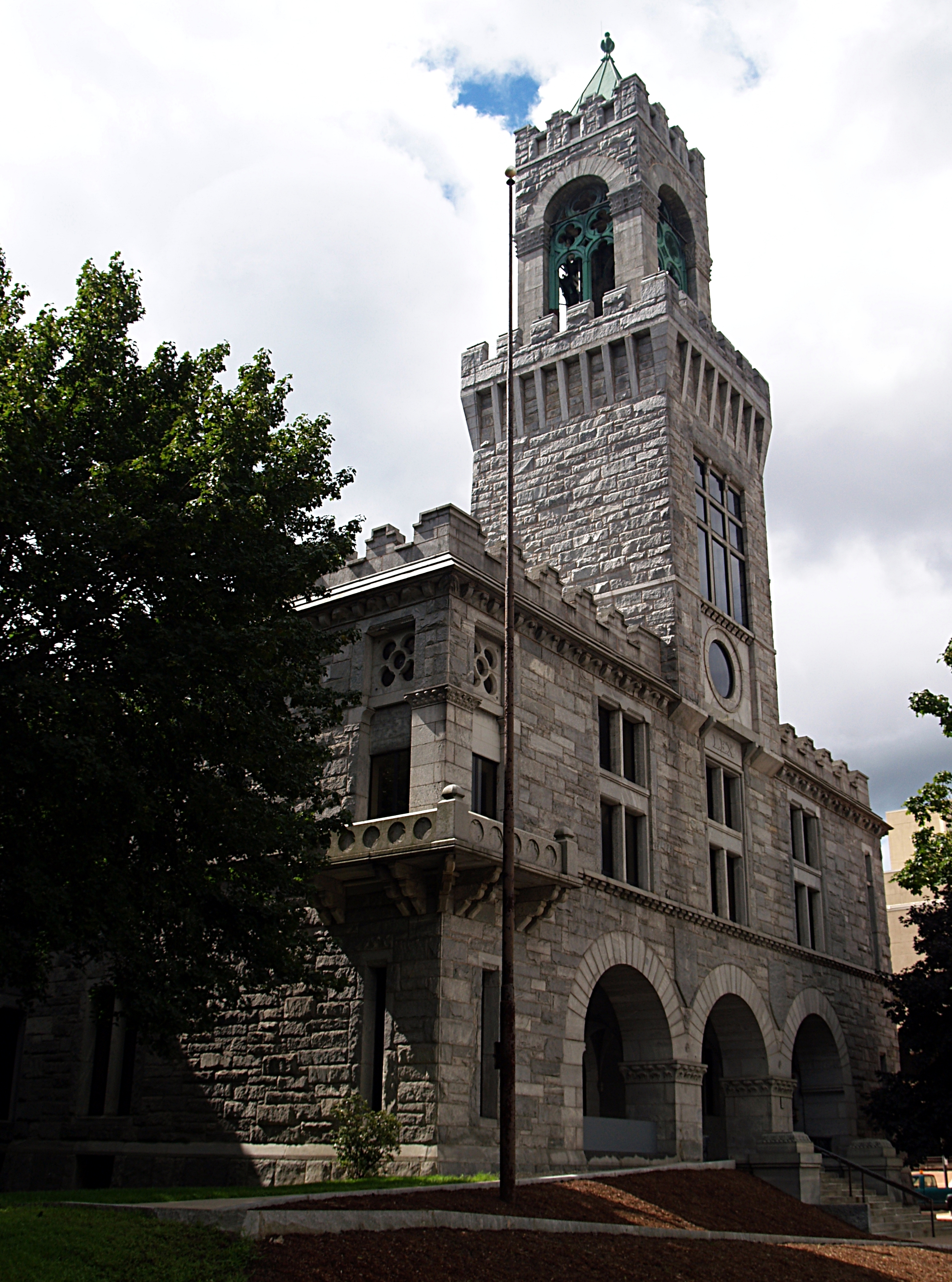
ハンプデン郡庁舎、マサチューセッツ州スプリングフィールド（1871年）
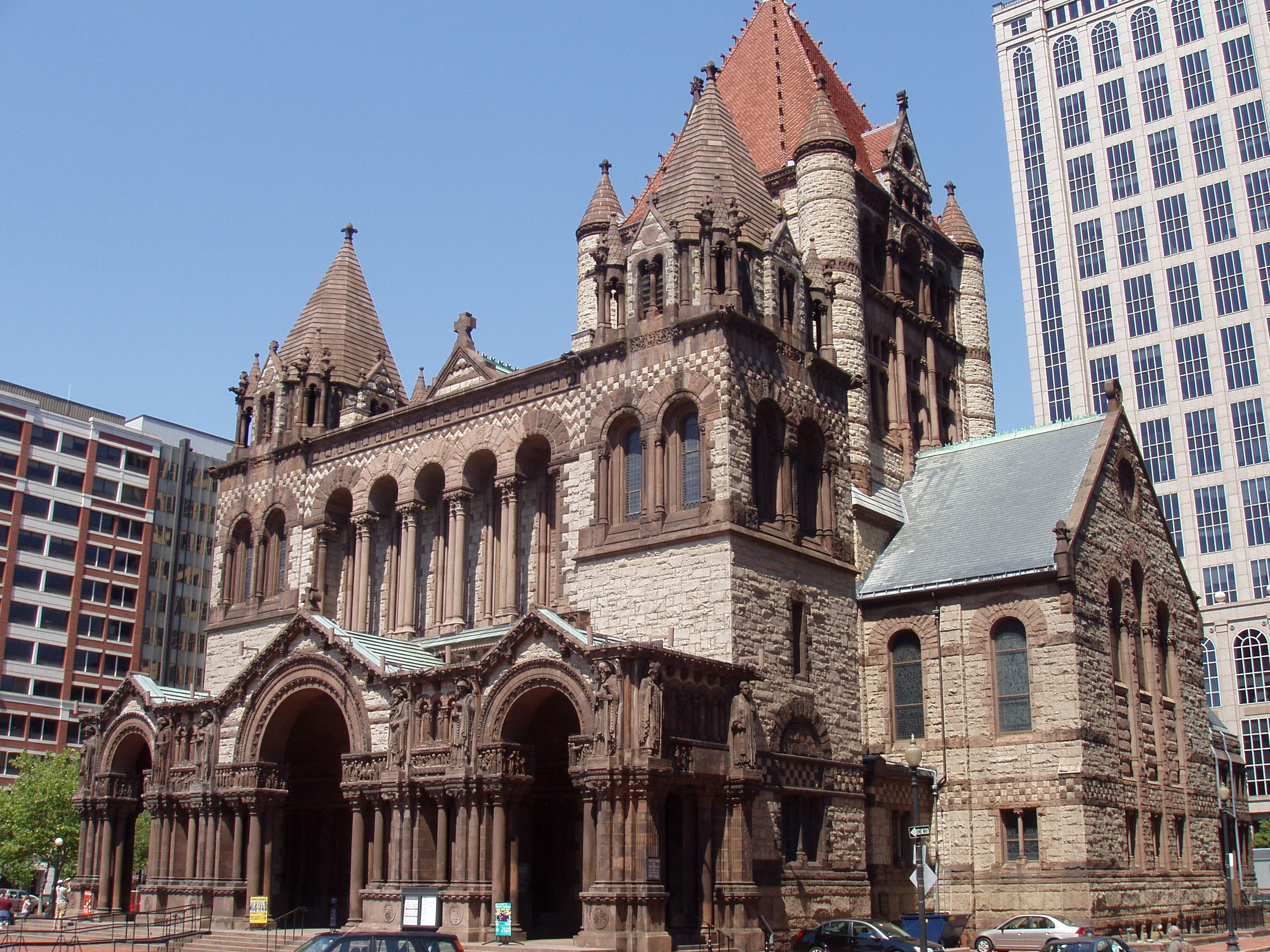
トリニティ教会、マサチューセッツ州ボストン（1872年）
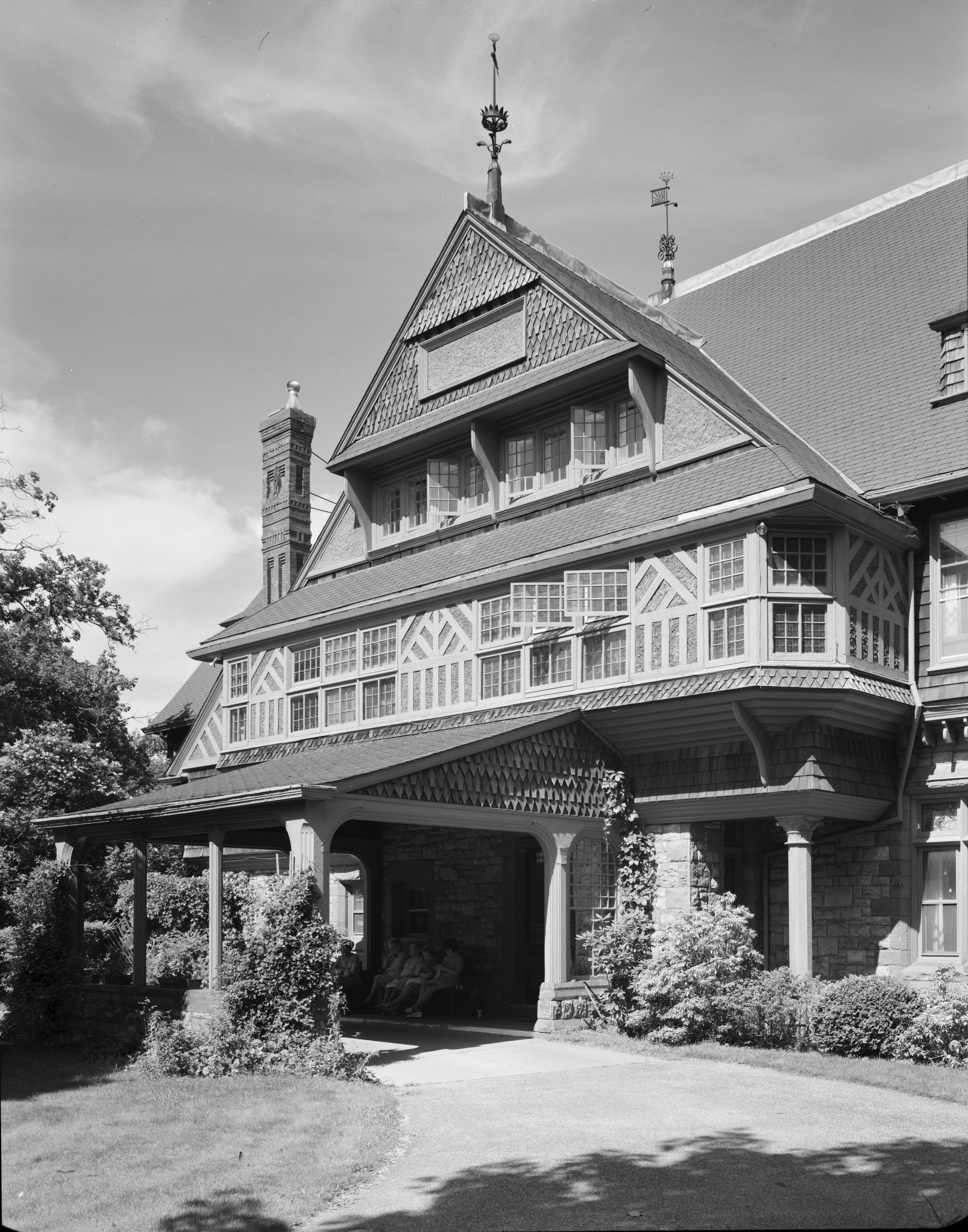
ウィリアム・ワッツ・シャーマン・ハウス、ロードアイランド州ニューポート（1874年）
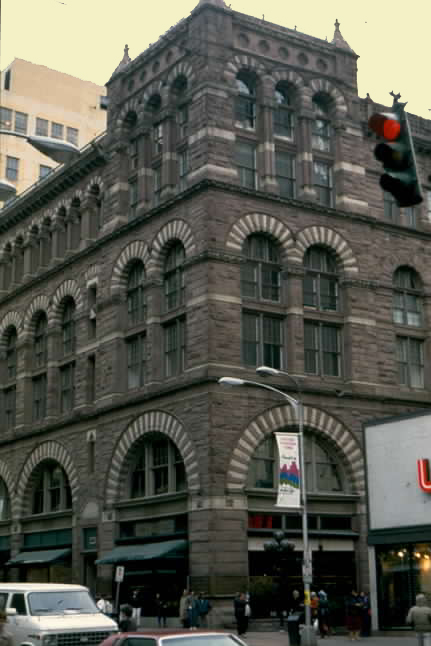
チェイニー・ビル、コネチカット州ハートフォード（1875年）
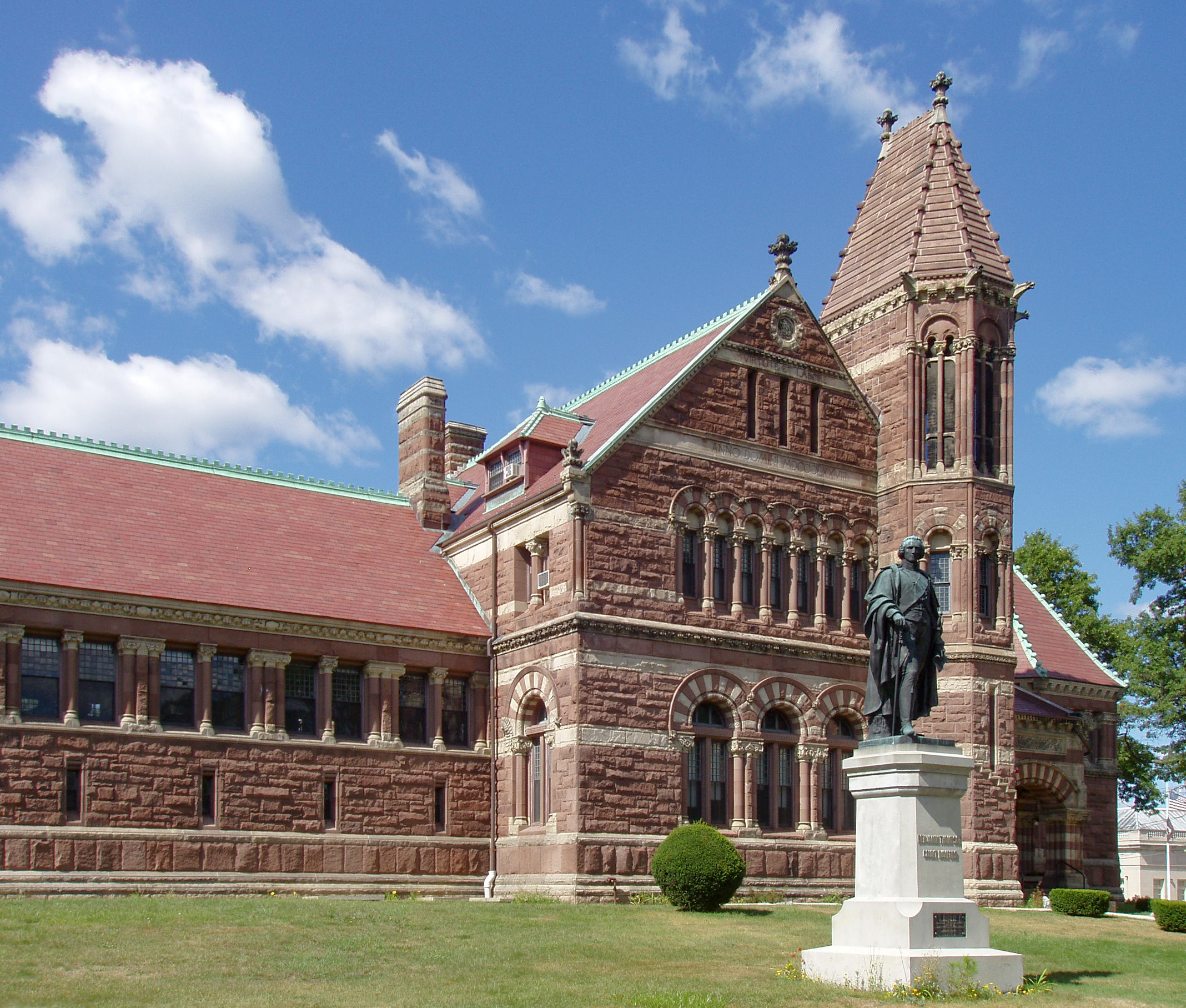
ウィン記念図書館 - マサチューセッツ州ウォバーン（1876年）
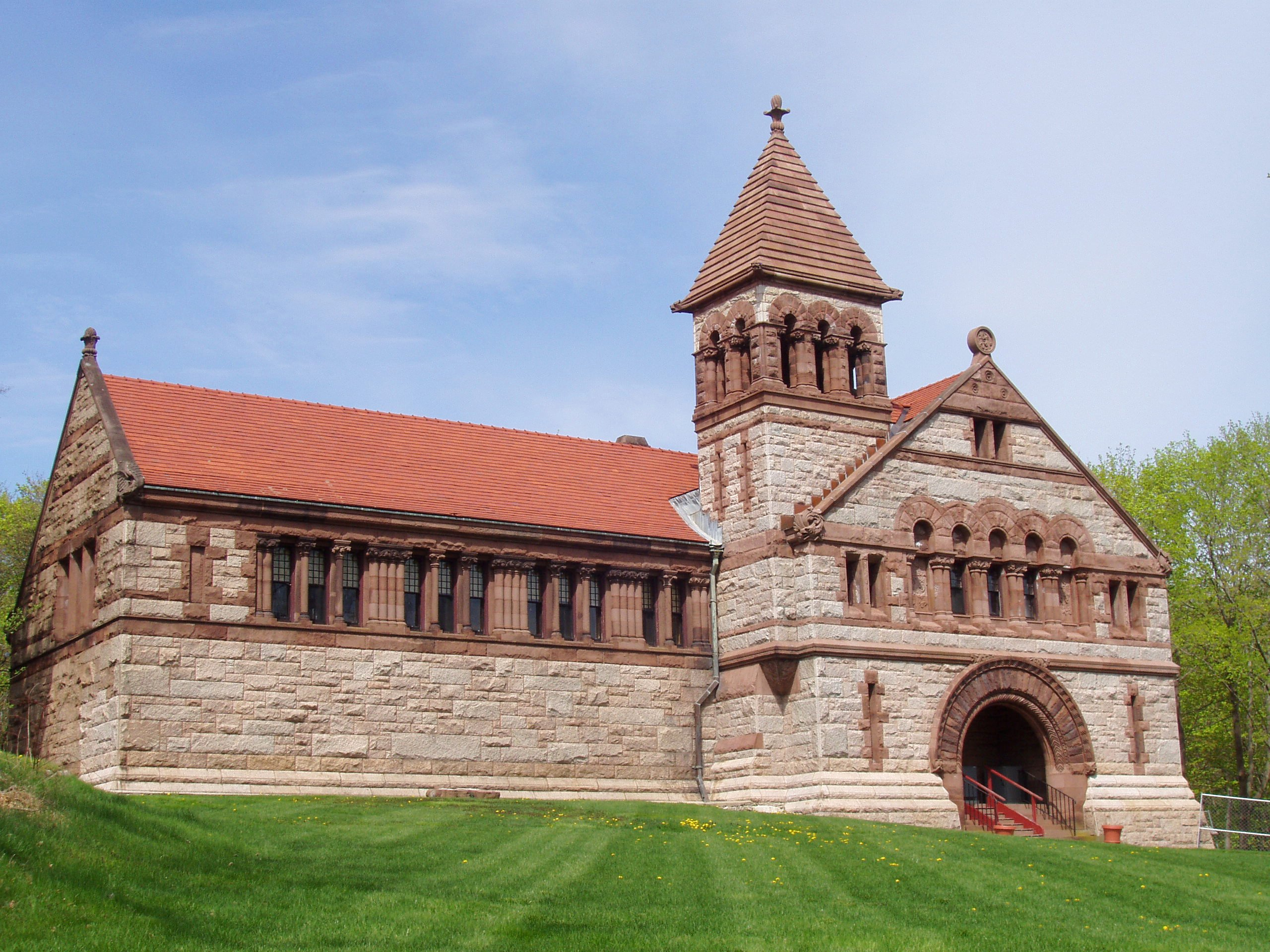
エイムズ・フリー図書館、マサチューセッツ州ノースイーストン（1877年）
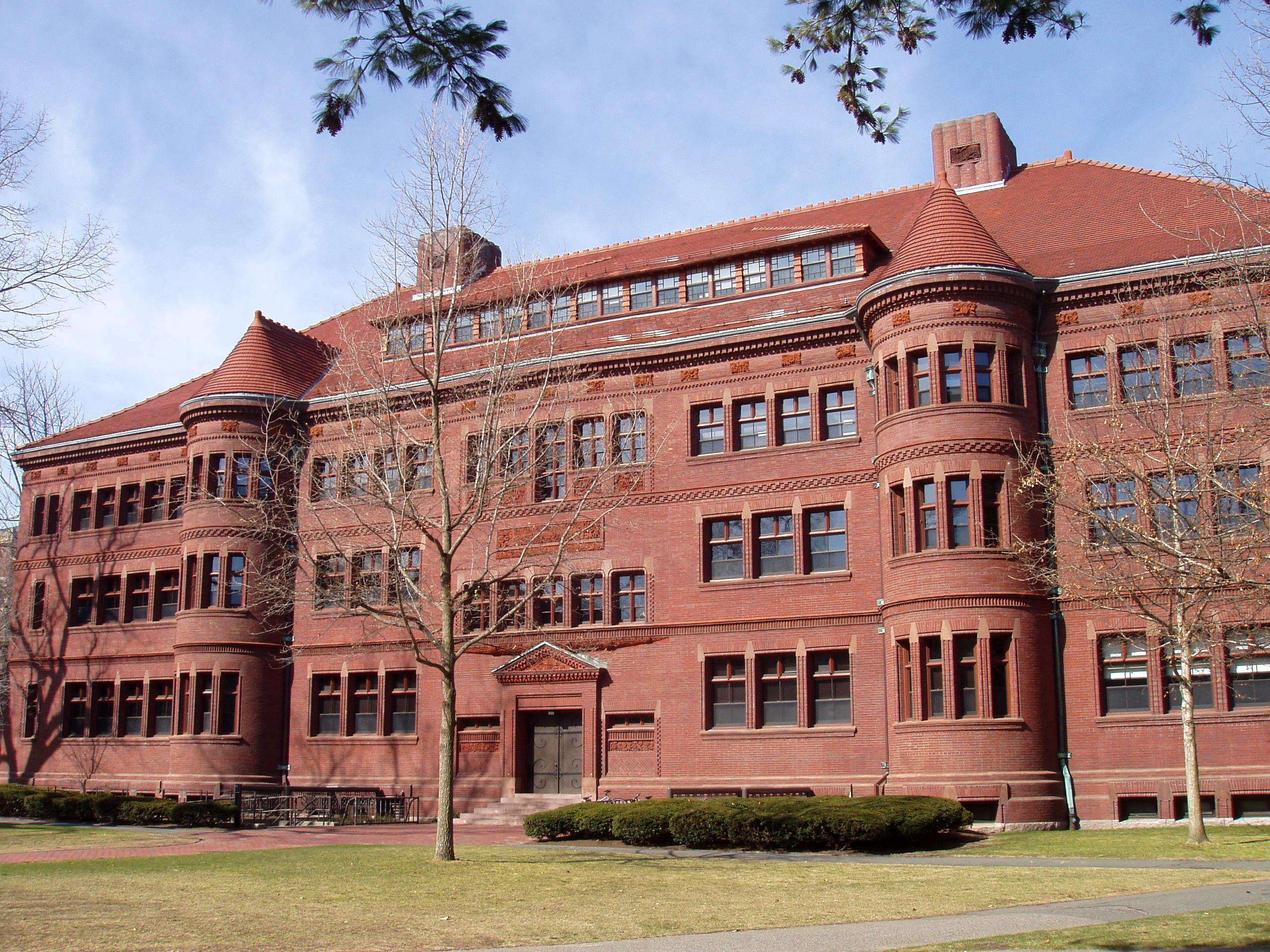
セバーホール、マサチューセッツ州ケンブリッジ（1878年）
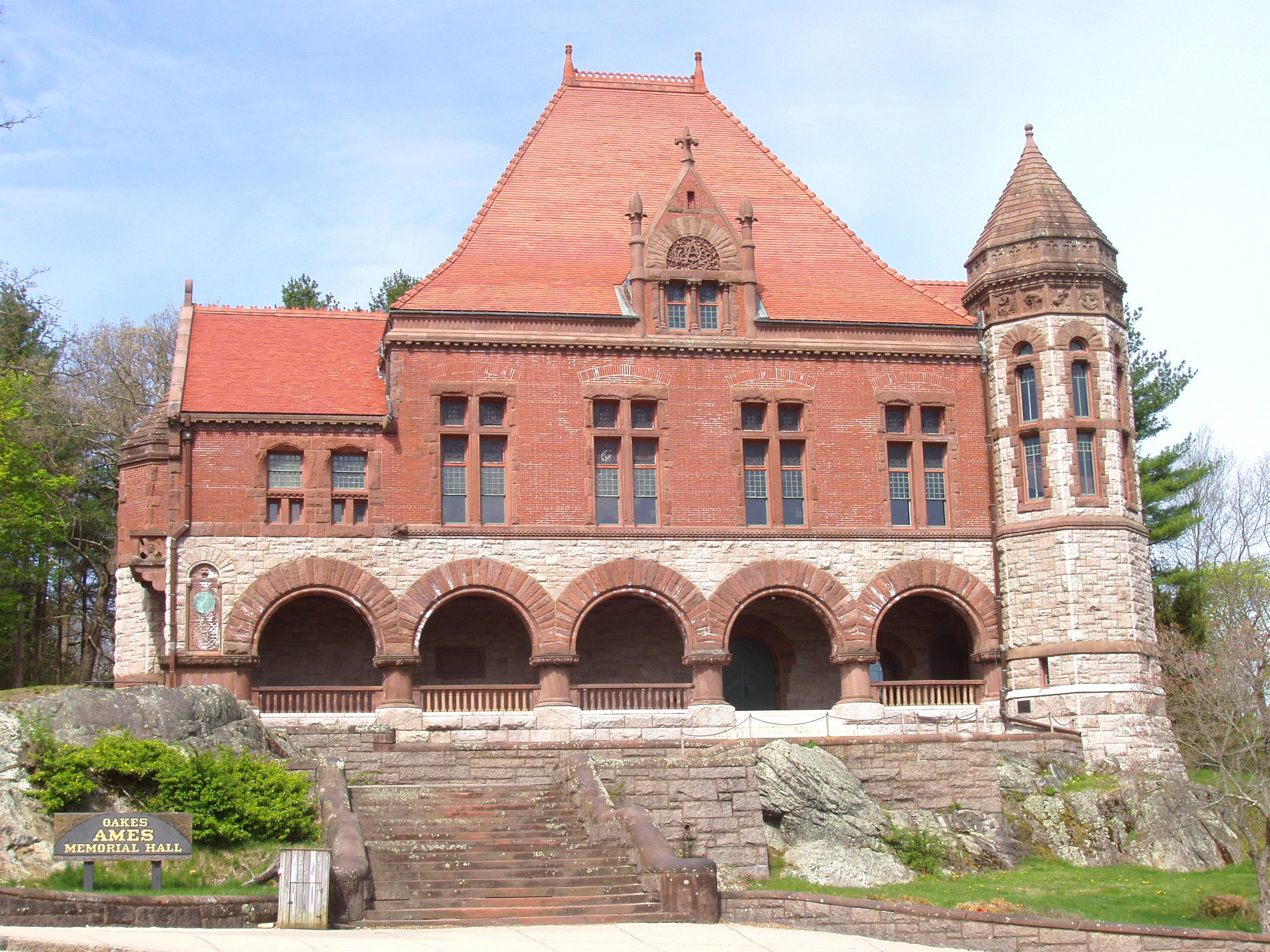
オークス・エイムズ記念タウンホール、マサチューセッツ州ノースイーストン（1879年）
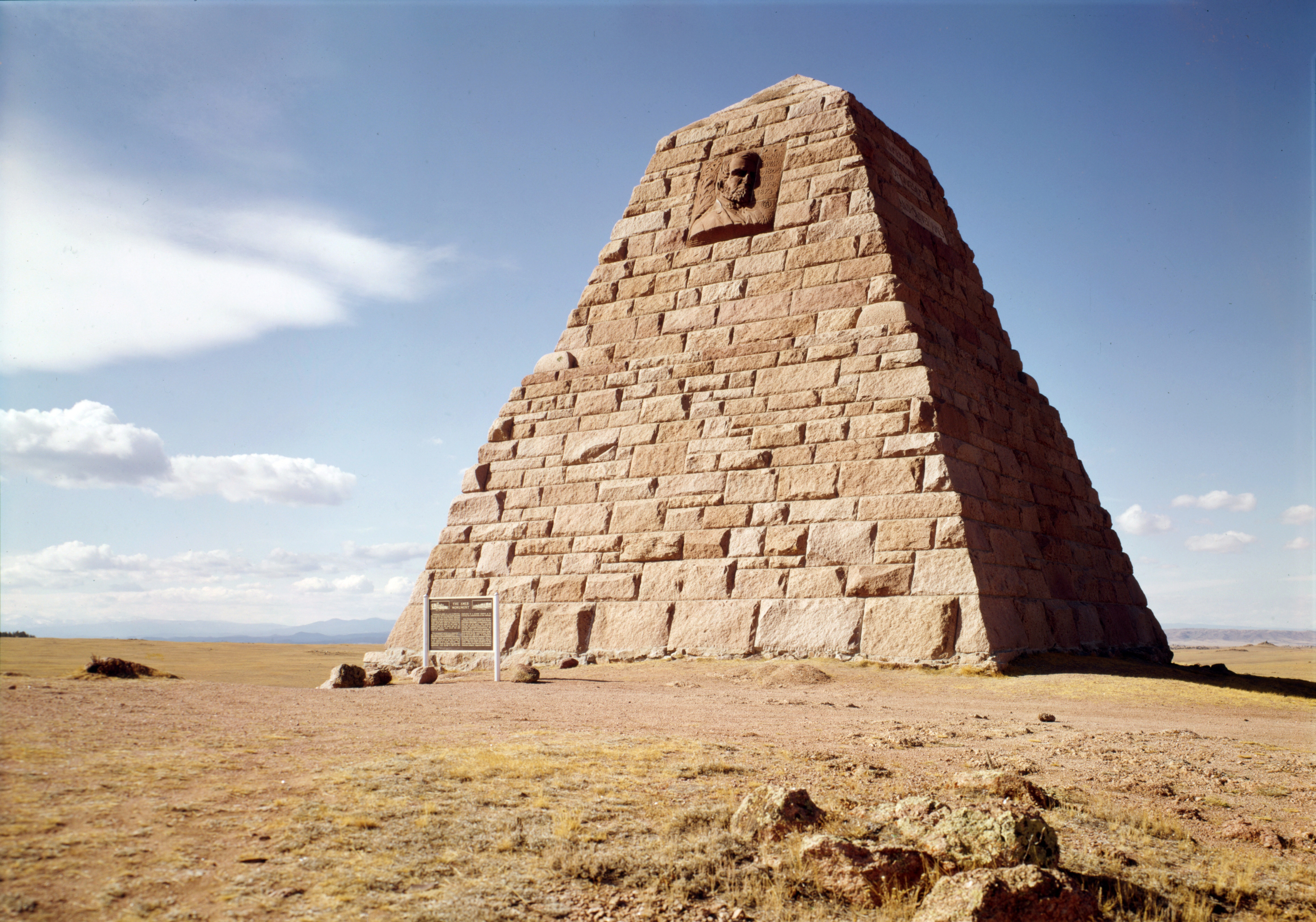
エイムズ祈念碑、ワイオミング州ララミー（1879年）
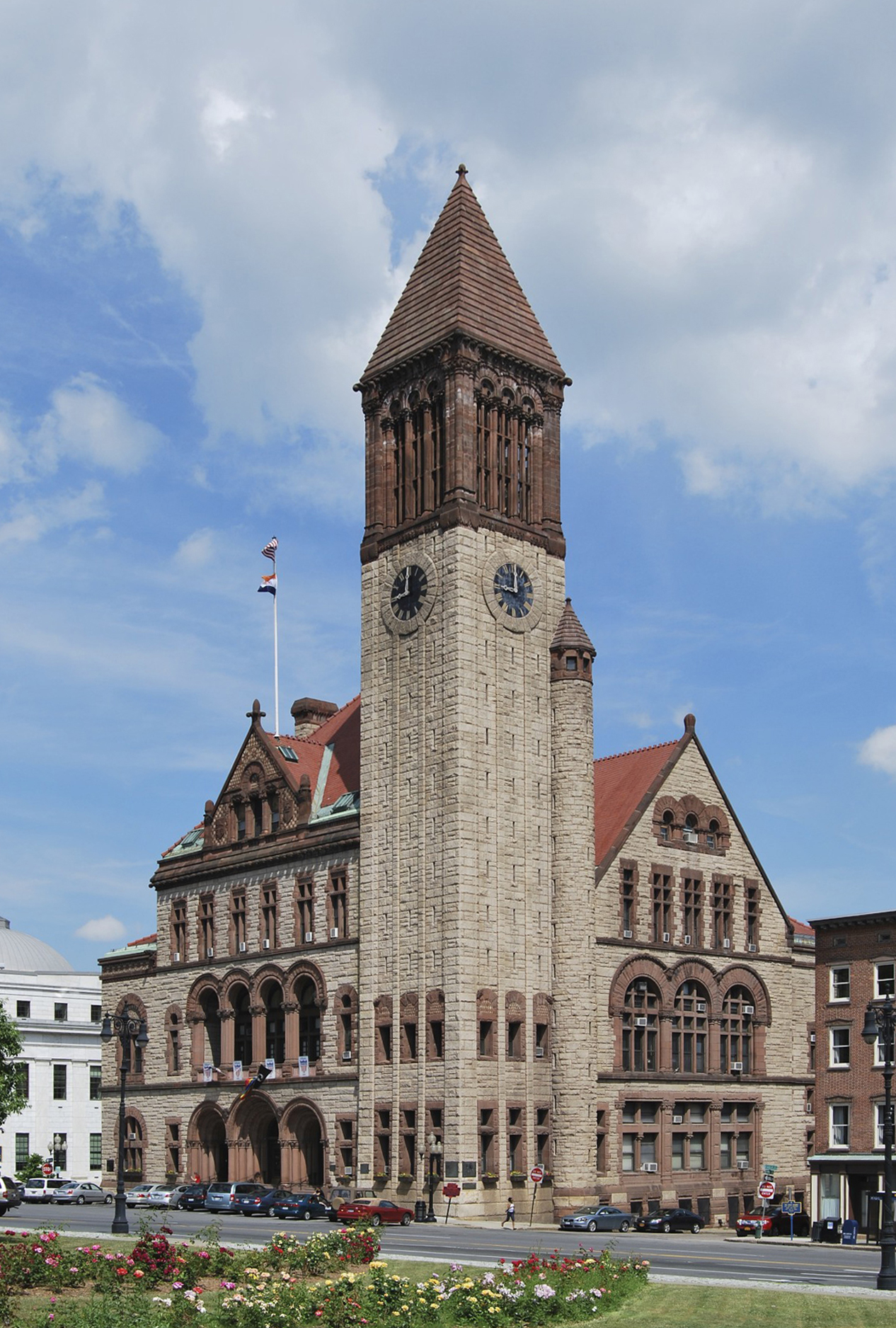
オールバニ市役所、ニューヨーク州オールバニ（1880年）
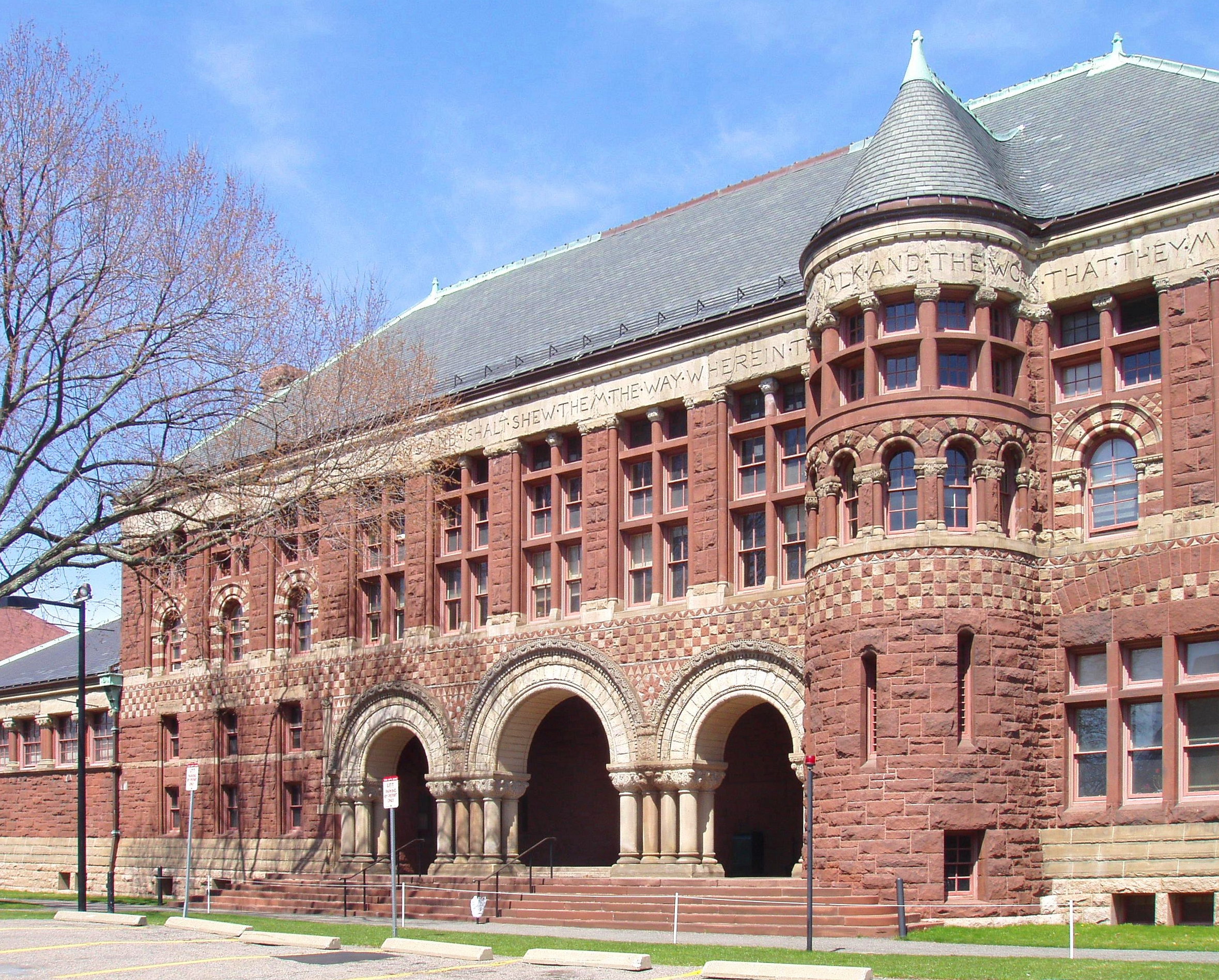
オースティン・ホール、マサチューセッツ州ケンブリッジ（1881年）
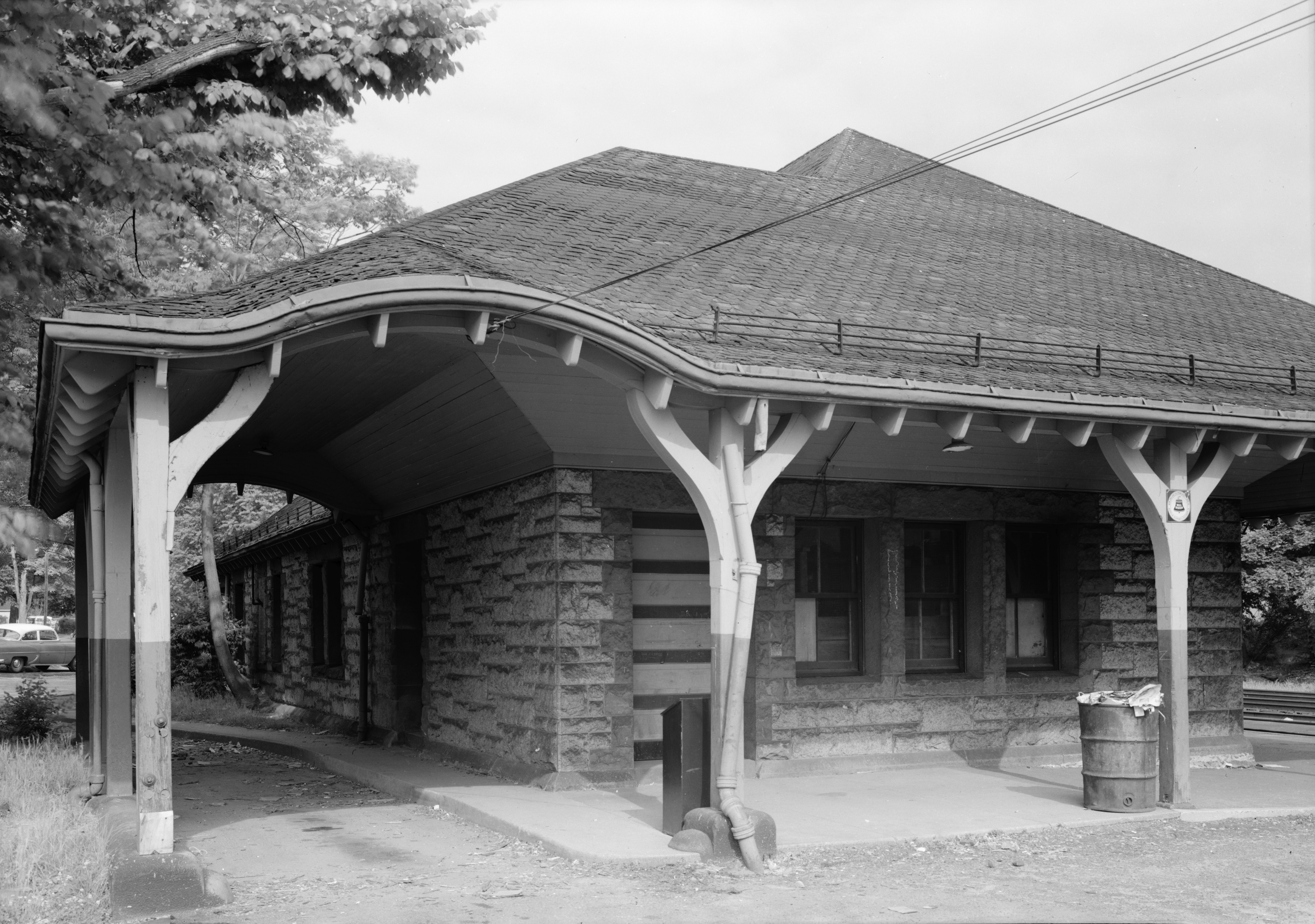
オーバーンデール鉄道駅、マサチューセッツ州オーバーンデール（1881年完工、1960年代に解体）
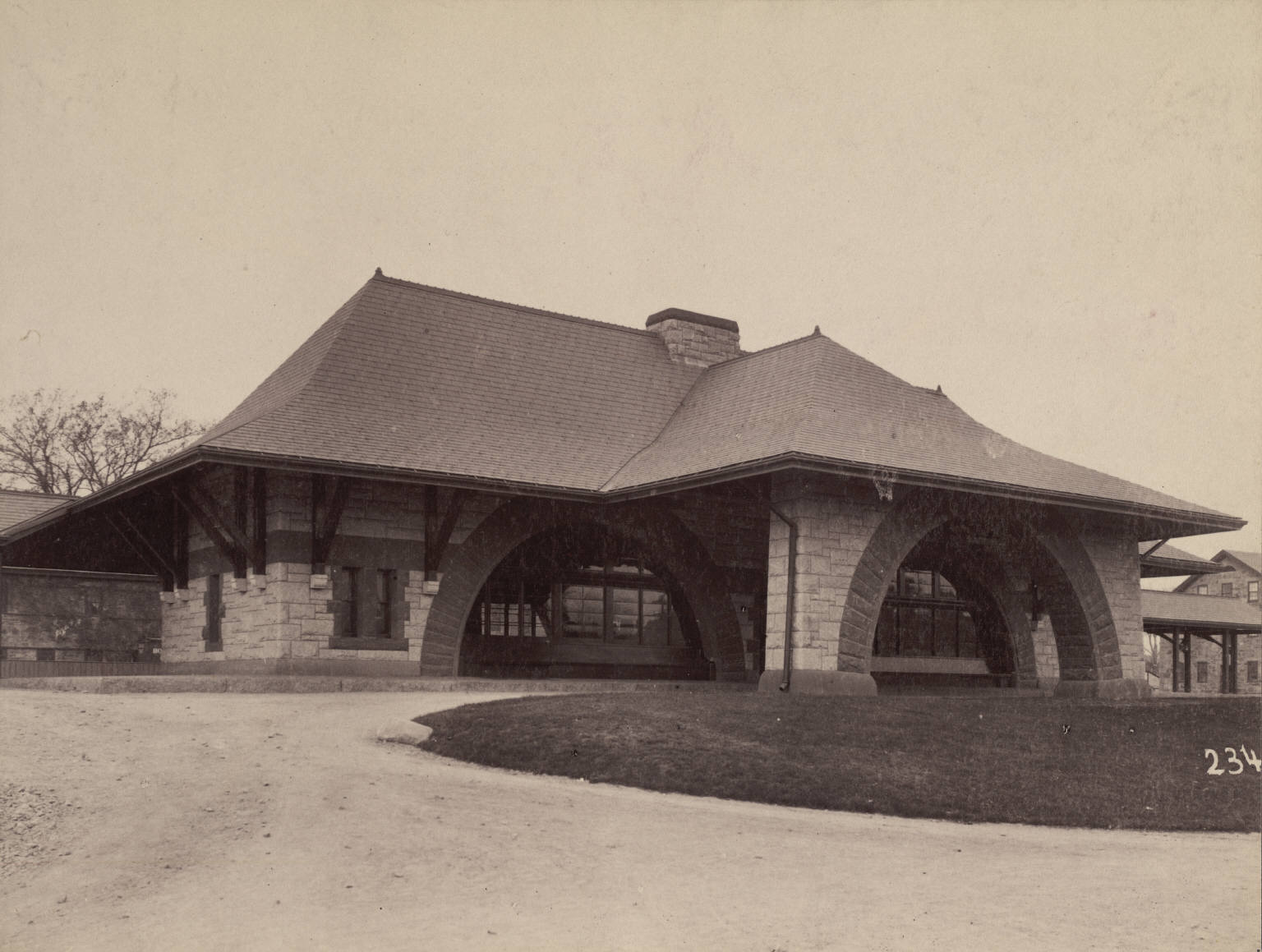
オールドコロニー鉄道駅、マサチューセッツ州ノースイーストン（1881年）
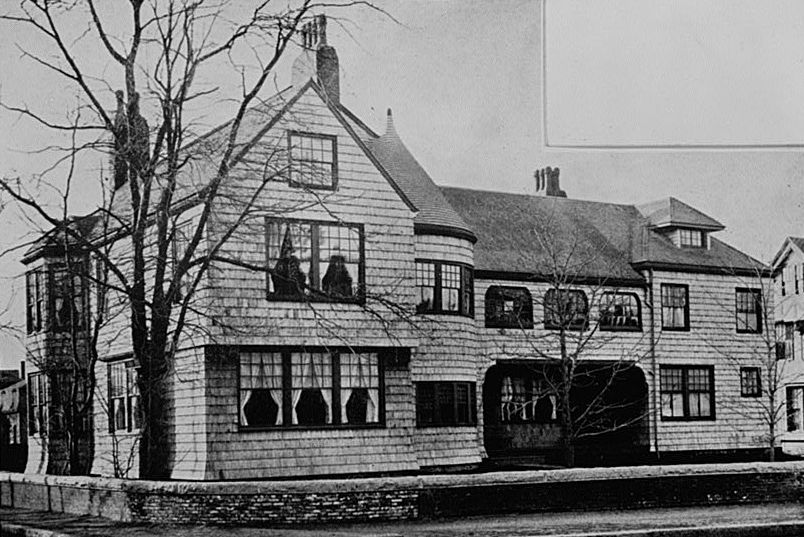
メアリー・フィスク・ストートン・ハウス、マサチューセッツ州ケンブリッジ（1882年-1883年）
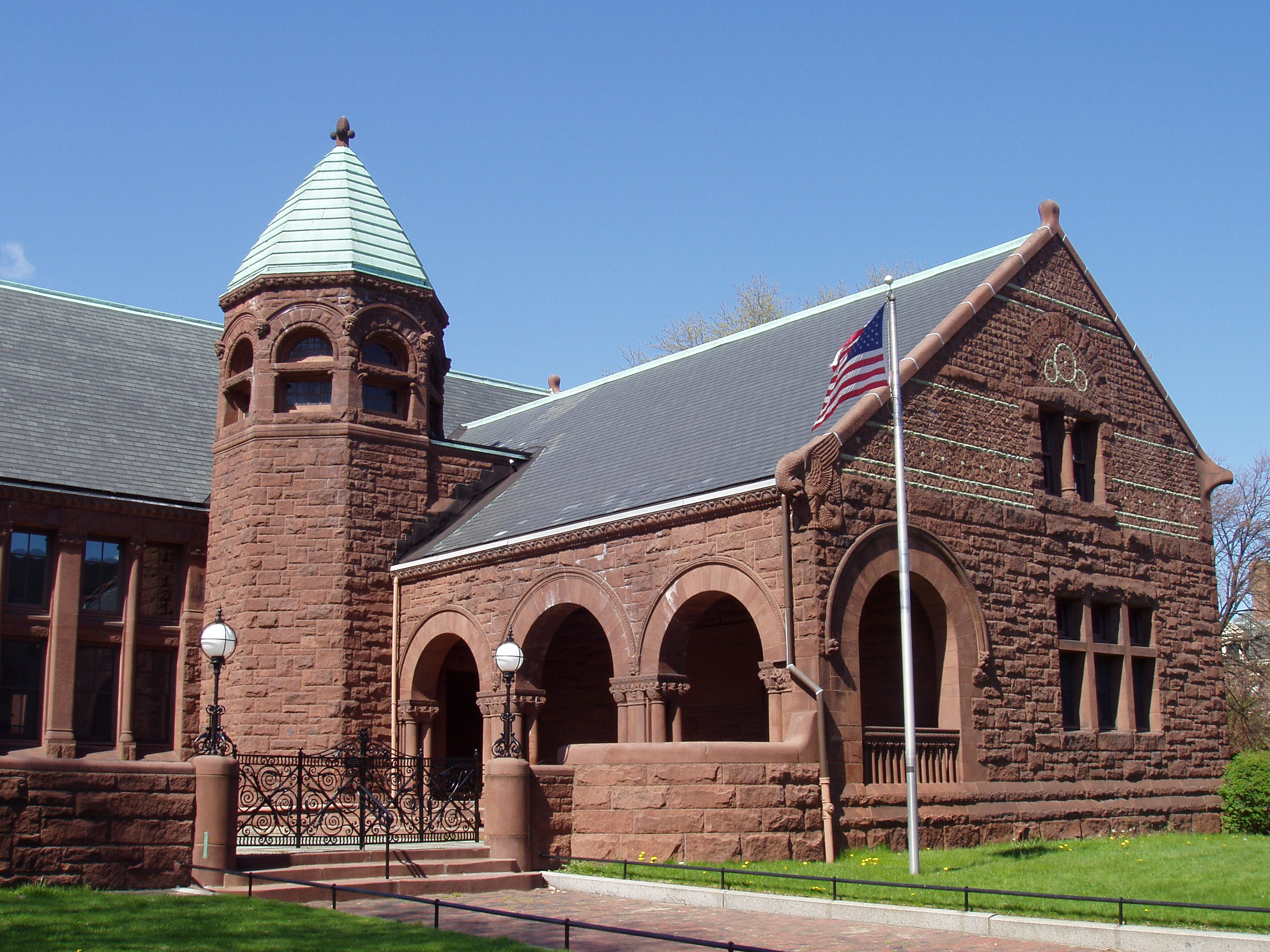
コンバース記念図書館、マサチューセッツ州モールデン（1883年）
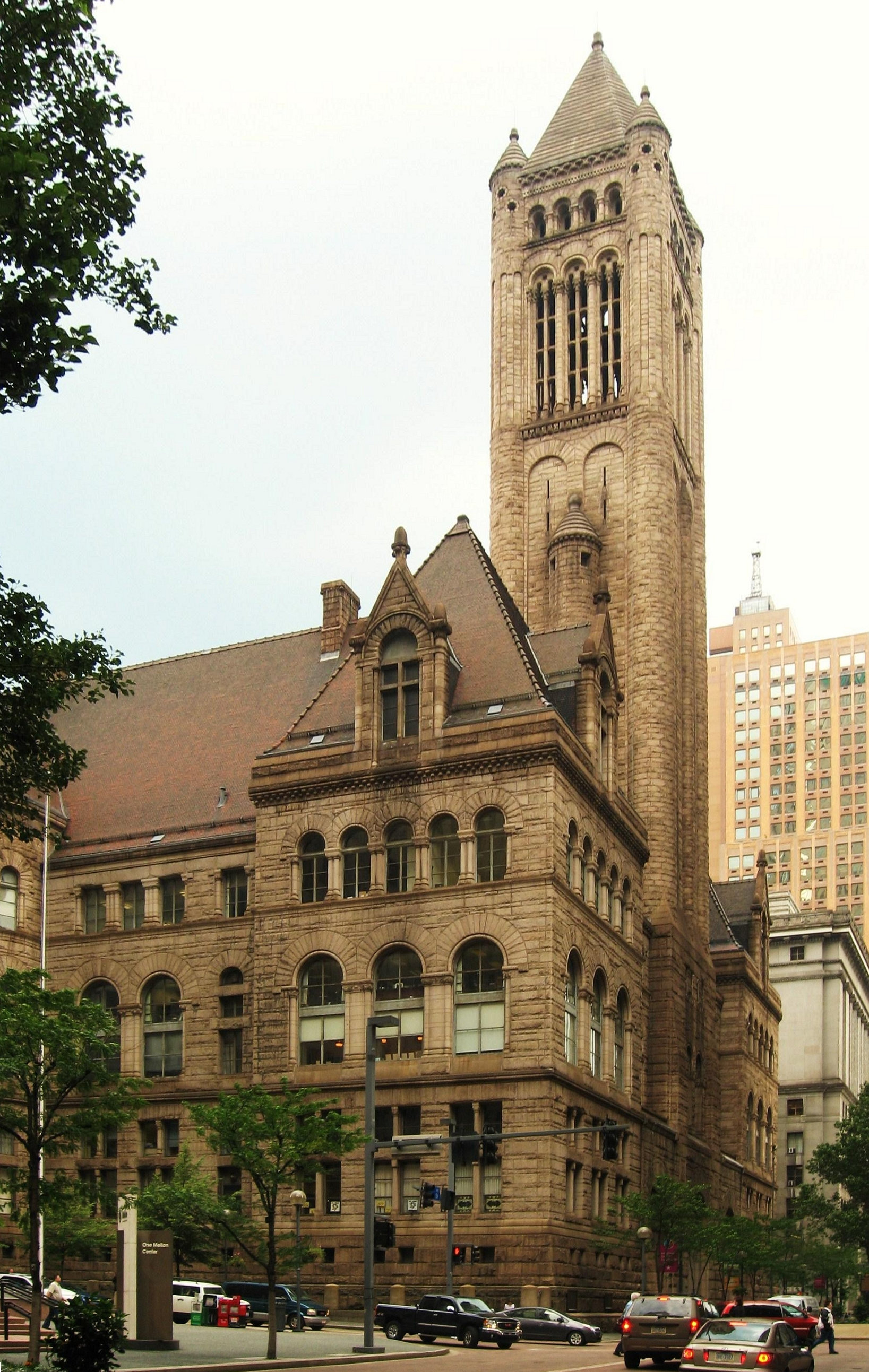
アレゲニー郡庁舎、ペンシルベニア州ピッツバーグ（1883年）
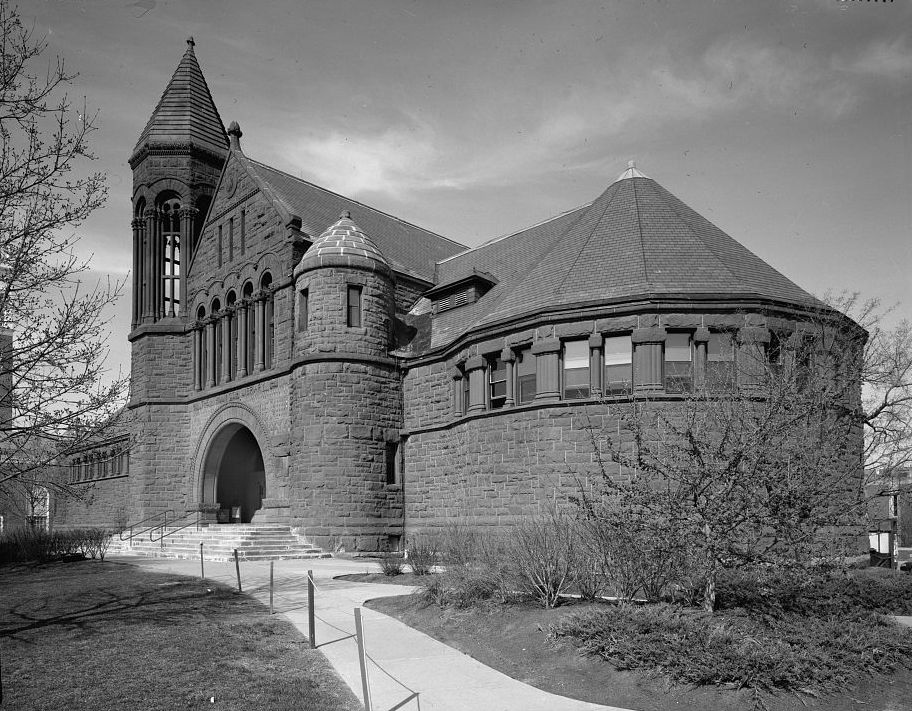
ビリングス記念図書館、バーモント州バーリントン（1883年）
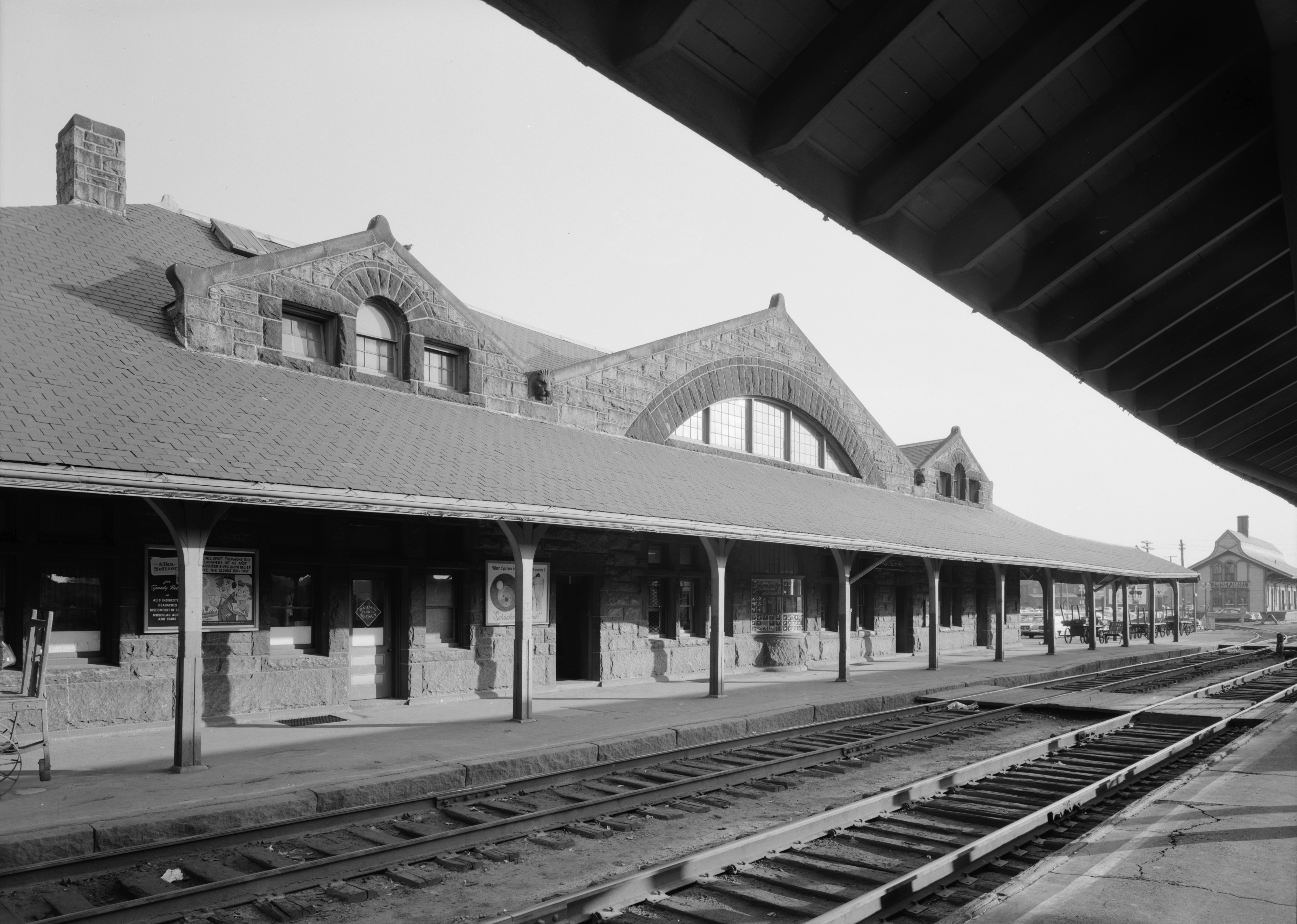
フラミンガム鉄道駅、マサチューセッツ州フラミンガム（1883年）
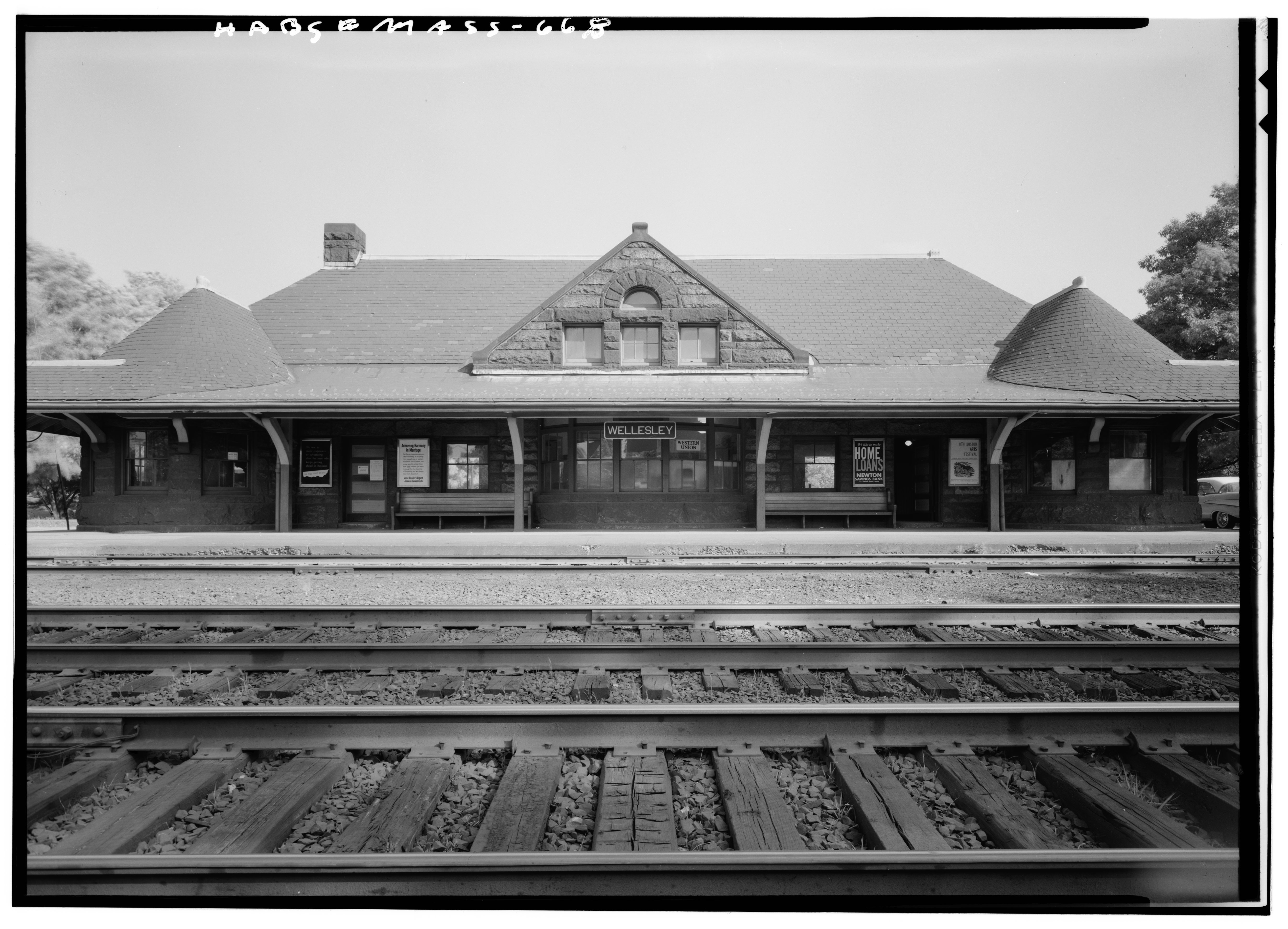
ウェレズリー鉄道駅、マサチューセッツ州ウェレズリー（1884年）
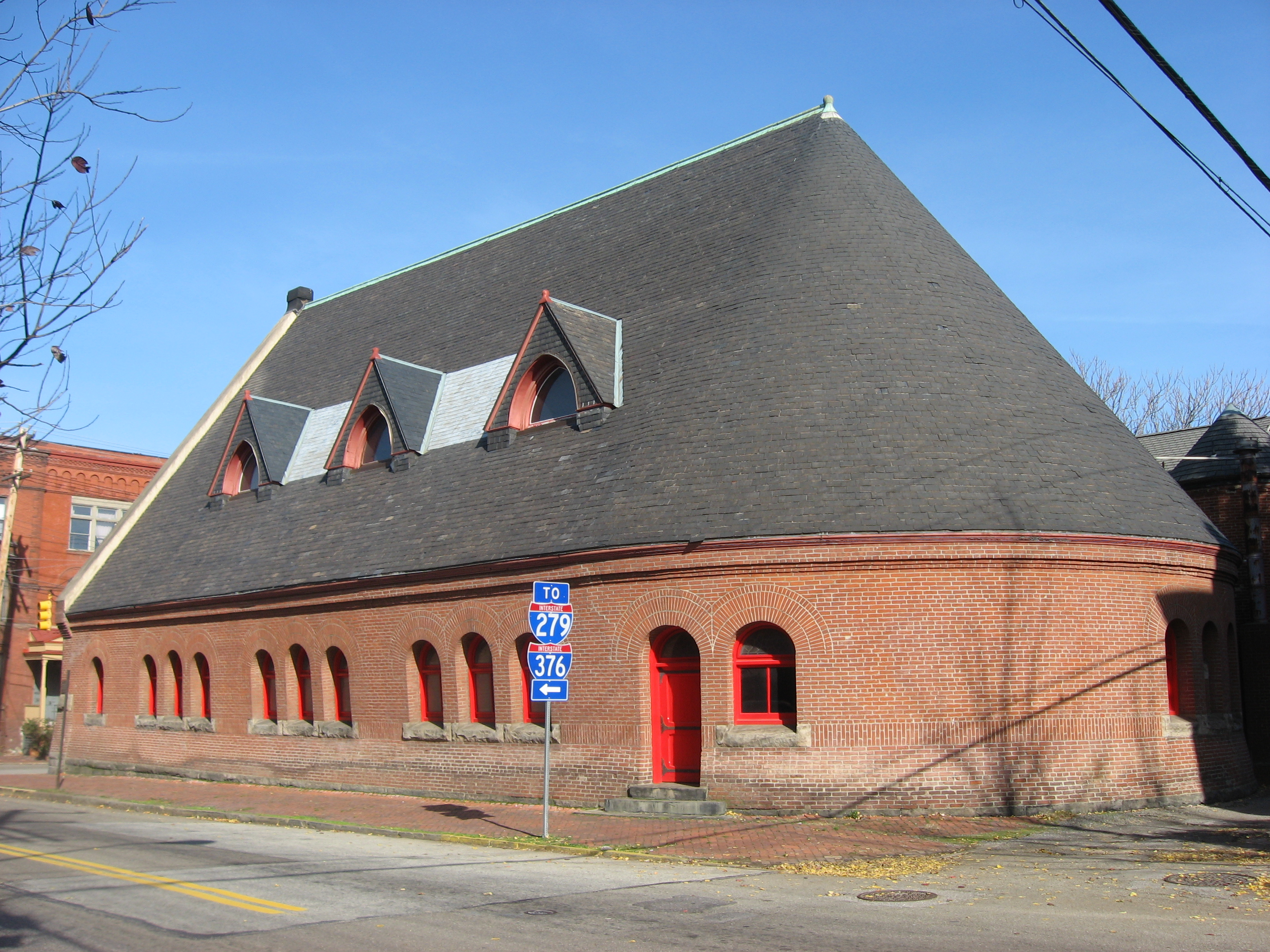
エマニュエル聖公会教会、ペンシルベニア州ピッツバーグ（1885年）
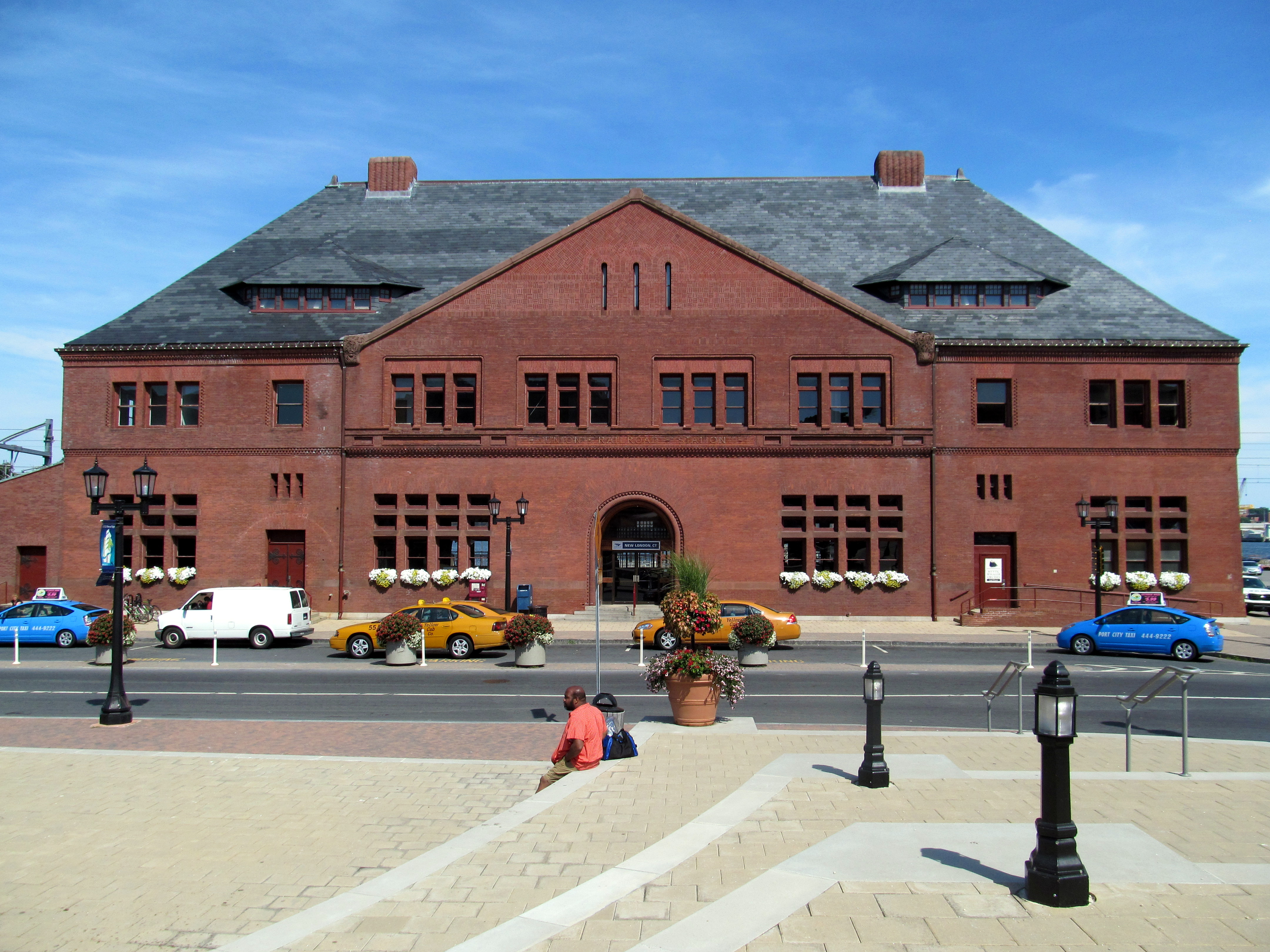
ユニオン乗客駅、コネチカット州ニューロンドン（1885年）
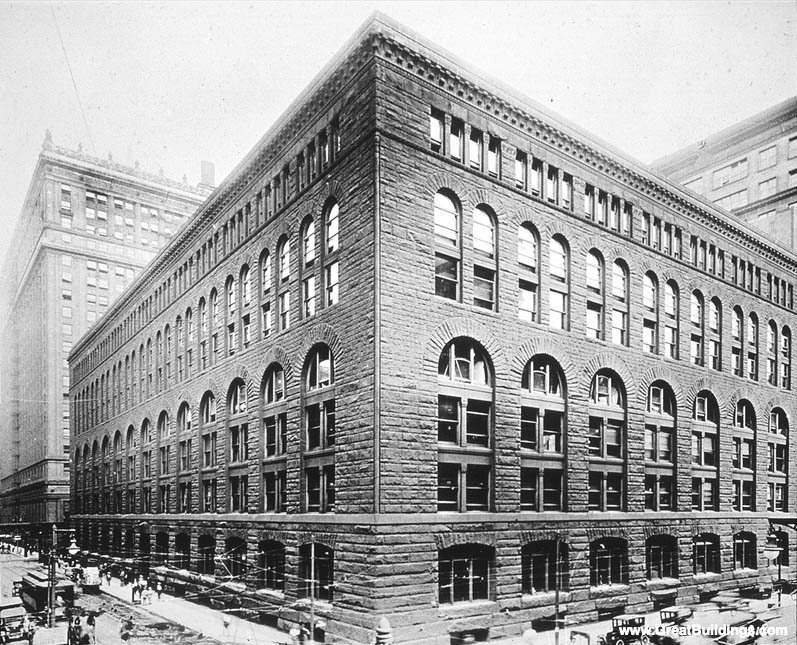
マーシャルフィールド卸売倉庫、イリノイ州シカゴ（1885年完工、1930年代に解体）
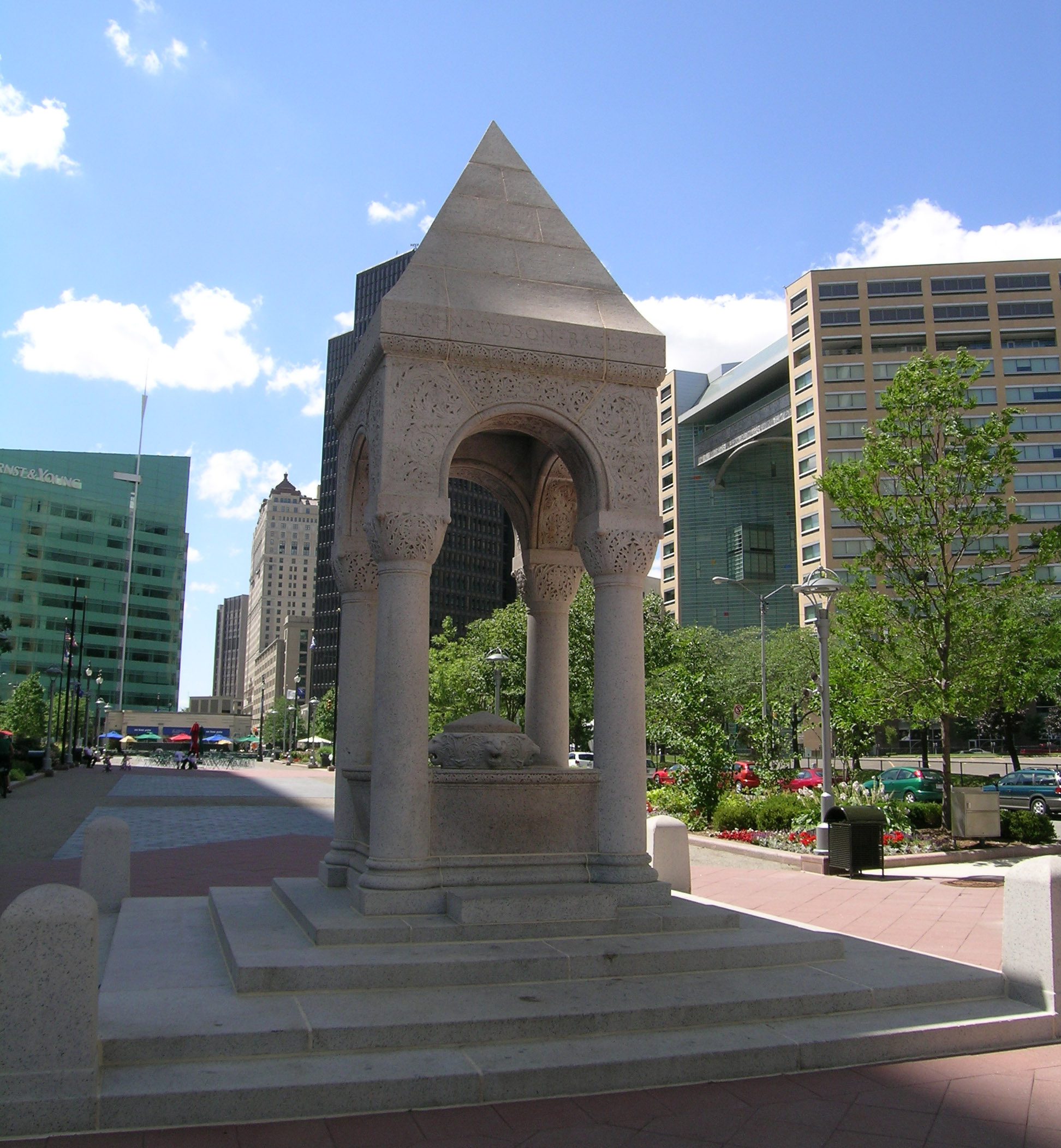
バグリー記念噴水、ミシガン州デトロイト（1885年）
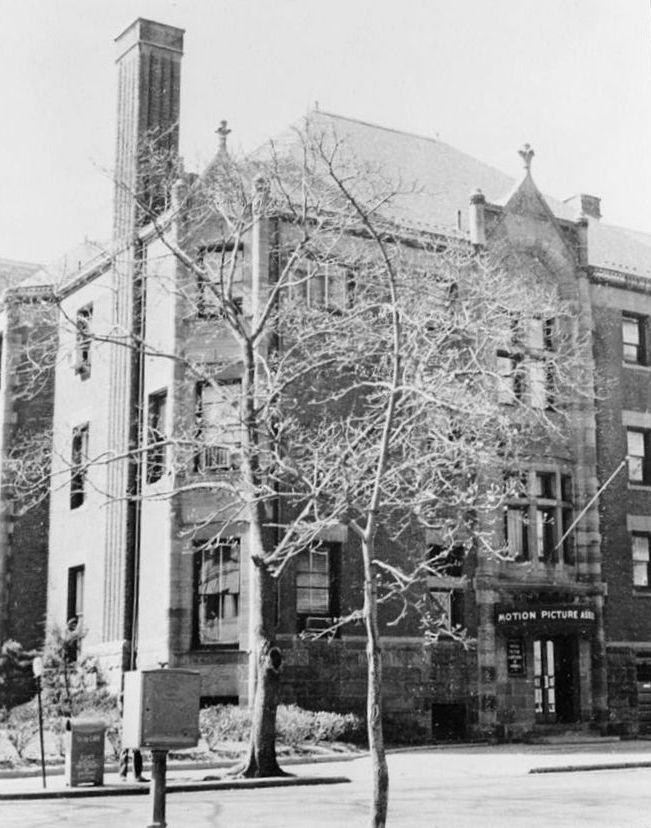
ルシアス・タッカーマン邸宅、ワシントンD.C.（1885年）
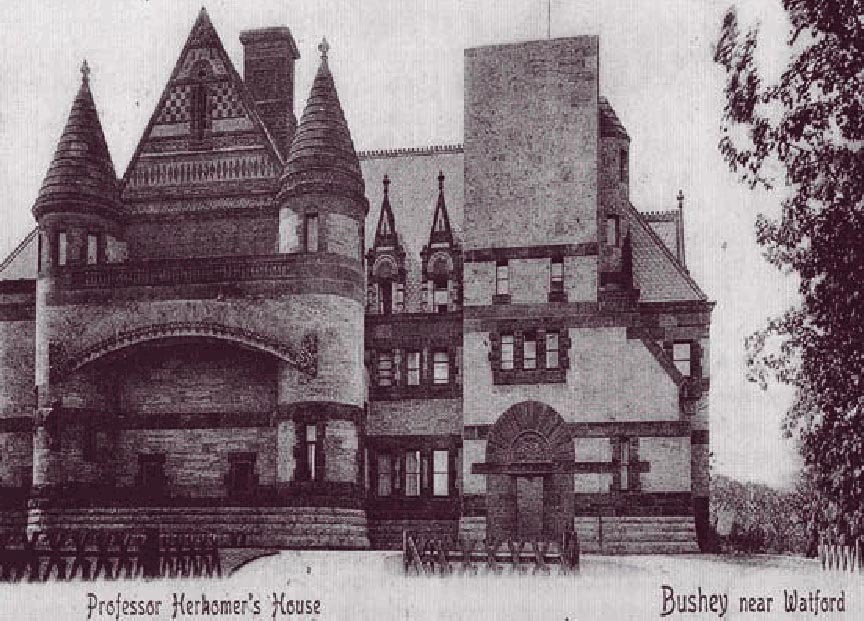
ルルラウンドあるいはヒューバート・フォン・ヘルコマー卿の家、イギリス、ハートフォードシャー、ブッシー（1886年）